# 痛快!明石家電視台
『痛快!明石家電視台』（つうかい あかしやテレビ、英称:AKASHIYA TV） は、毎日放送（MBS）で1990年4月16日から放送しているバラエティ番組。明石家さんまの冠番組で、2021年の10月以降は、さんまがレギュラーで出演するテレビ番組では最も長く放送されている。
通称は『明石家電視台（テレビ）』で、新聞などのテレビ番組表にもこの通称で表記されることが多いが、番組内で出演者から『あかしやでんしだい』と呼ばれることもある。
2008年4月28日放送分からステレオ放送（SRSサラウンド放送）、2012年5月14日放送分から文字多重放送を実施。番組開始から2022年9月19日までは32年半にわたって毎週月曜日の深夜（同日の時点では23:58 - 翌0:53）に放送されてきたが、同年10月1日から放送枠を土曜日の15時台に移している。

## 概要
1990年4月16日スタート。番組放送開始当初は生放送だった。初期の内容は、その日のニュースや話題、阪神タイガースネタのトークであった。村上ショージとジミー大西はスタジオレギュラーで、間寛平はコーナー出演だったが、半年後の番組リニューアル以降、3人ともにレギュラーで出演するようになった。
番組開始の半年後に、公開録画の番組にリニューアル。さんま単独でのオープニングトーク → 「なにをきくねん」（ゲストと50名の観客による質疑応答企画）→ 「楽屋トーク」 → 観客を巻き込んだクイズ企画 → 番組観覧のプレゼントという構成が確立した。
番組最初のスタジオ収録会場は吹田市の千里丘放送センターであったが、2001年4月から2014年3月までは大阪市此花区のユニバーサル・スタジオ・ジャパン内にある「MBSスタジオ in USJ」で収録。毎日放送本社（大阪市北区茶屋町）新館（B館）の完成と「MBSスタジオ in USJ」の閉鎖を機に、2014年3月17日収録（4月7日放送分）の「MBSアナウンサー26名大集合スペシャル」 からは、M館のCスタジオ（ギャラクシースタジオから名称変更。2014年4月7日放送分の番組冒頭でその旨の紹介あり）を使用している。いずれのスタジオでも、基本として、隔週月曜日に2本程度をまとめて収録する。
バラエティ番組で多用されている「出演者の発言にテロップを重ねる」という演出については、企画も手がけるさんまの意向などから、長年にわたってほとんど実施していなかった。しかし、上記のリニューアルを重ねるにつれて、このような演出を施すことが増えている。
なお、毎日放送では初回から32年半にわたって月曜日の深夜（火曜日の未明）に本放送を実施してきたが、2022年9月19日のレギュラー版『明石家電視台が土曜のお昼に引っ越し！明石家定食を整理しようスペシャル』で当該曜日・時間帯での本放送を終了。同年10月1日からは、放送枠を土曜日の15時台に移動させている。毎日放送は土曜日の午後（基本として13時台）に『よしもと新喜劇』を長らく編成していることから、当番組では放送枠移動の初日に、吉本新喜劇とのコラボレーションによる拡大版を15:30 - 17:00の時間帯で放送。また、移動に伴って、タイトルロゴやスタジオセットを一新した。

## 放送時間
制作局のMBSでは、1997年以降23:55から放送を開始。2010年4月から23:50開始に変更されたが、同年9月6日放送分から23:55開始に戻したうえで、23:50からの5分間に直前番組『もうすぐ明石家電視台』を編成した。2012年8月6日からは、『もうすぐ - 』を本編に吸収する格好で、本編の放送枠を23:50 - 翌0:55に設定。TBSが当番組の前枠で『NEWS23』（全国向けニュースの最終版）を復活させた2013年4月からは、前番組『NEWS23X』より放送枠を8分拡大させた関係で、当番組の放送時間を23:58 - 翌0:59に変更している。
その一方で、MBSでは毎年4月上旬に、『マスターズ総集編』（TBS制作の全国放送・ネットワークセールス番組）を編成する関係で当番組を休止。TBSが日本国内向けのテレビ放送に関する権利を有する世界陸上の開催期間中も、主要種目の予選・決勝が日本時間の深夜に予定されている場合には、ネットワークセールス扱いで当該種目の生中継を優先するため休止する。2010年までは、MBSの自社制作で『みんなの甲子園』を放送する選抜高等学校野球大会期間中にも休止していたため、4月分の放送を「未公開スペシャル」に充てていた。
2014年4月からは23:53 - 翌0:59、2016年4月からは23:58 - 翌0:53、2018年4月からは23:56 - 翌0:53に放送中。2017年頃以降の「MBS動画イズム」では、MBSで放送済みの本編動画を、放送後1週間限定でインターネットへ配信している。さらに、毎日放送の公式サイトで2018年7月1日から展開している『MBSコラム』に、「明石家電視台にエエ話はいらんねん!」というページを開設。さんま63歳の誕生日記念企画であった「実際どうなん!?明石家さんま」（同月2日・9日）以降の放送分を対象に、毎回の放送内容の概要をまとめたコラムを、放送後から随時公開している。
2018年10月29日放送分の「実際どうなん!?MBSアナウンサー15人」からは、MBSで放送済みの動画を、放送終了後から1週間限定で『TVer』を通じて無料で配信している。
なお、MBSでは2022年の10月改編で、土曜日午後の番組編成を大幅に変更。「土曜はめっちゃバラエティー!!」と銘打ったラインアップ強化の一環として、当番組を10月1日から土曜日の15時台で放送している。MBSグループでは『ヤングタウン土曜日』（さんまと村上ショージが長年にわたって出演している東京支社での収録番組）を毎週土曜日の深夜にMBSラジオで放送しているが、MBSが当番組の放送曜日・時間帯を変更することは初めてで、変更後は『よしもと新喜劇』や『ごぶごぶ』などと共に「スーパーサタデー（この改編で土曜日に新設された早朝 - 夕方帯の自社制作番組ゾーン）内のレギュラー番組」と位置付けている。さんまはこの変更について、「我々は器用じゃないので、（当番組の放送時間が）土曜のお昼に変わっても、（月曜の深夜を長年にわたって盛り上げていた）笑いは変えられない」とのコメントを出した。もっとも、MBSでは土曜日の15時台に「MBSウイークエンドスペシャル」（単発番組）扱いでスポーツ中継（阪神タイガースのデーゲームやプロゴルフなど）や（MBSを含む）JNN加盟局制作の全国ネット向け特別番組を随時放送しているため、このような中継や番組を編成する場合には当番組を休止もしくは放送時間を15:30または16:00に繰り下げて放送している。
2025年6月現在は、MBSの他にもあいテレビでも遅れネットで放送しているが、かつてはTBSとテレビ山梨を除くJNN加盟24局でも放送されていた（後述）。

## 特別番組・特別企画
例年正月にスタジオ収録形式、夏季か秋季にオールロケ形式の特別番組を放送。放送時間・内容やネット局が回によって異なるうえに、レギュラー編成していない放送局（テレビ山梨など）で、特別番組のみ放送することがある。2000年7月7日には、MBSとTBSの共同制作による特別番組『明石家さんま生誕45年記念番組・大成功!明石家電視台』を、「スーパーフライデー」枠で全国向けに放送。番組の制作をMBS、番組配信とスポンサードセールスをTBSが担当した。
オールロケ企画については、収録したVTRを関西ローカル向けの特別番組に仕立てたうえで、MBSで週末に放送することもある。毎日放送が開局65周年を迎えた2016年の夏季には、さんま・次長課長が富山県内、寛平・雨上がり決死隊が香川県内、ショージ・中川家が長野県内で同時にロケを敢行するとともに、松尾伴内が全てのロケ先を1日で訪れる企画を立案。スタジオでのロケ地・ペア選定、各地でのロケ、ロケ終了後の反省会の模様を、レギュラーの放送枠で8月16日から4週にわたって放送した。ロケ企画には基本としてアシスタントも参加するが、2016年の上記ロケには第6代アシスタントの豊崎由里絵（当時はMBSアナウンサー）が同行せず、大阪市内で収録された反省会の進行のみ担当した。逆に、2018年の鹿児島ロケには、同年入社の新人アナウンサー・辻沙穗里が豊崎の後任（第7代アシスタント）として当番組への本格デビューを果たしている。
2017年9月下旬には、テレビのバラエティ番組では初めて、島野浦島（宮崎県延岡市）で明石家ファミリー全員（11名）と豊崎の参加によるロケを敢行。12名を「さんまチーム」「寬平チーム」「ショージチーム」に分けたうえで島の魅力を別々に発掘する企画や、島内唯一の小学校（延岡市立島野浦小学校）で島内在住の小・中学生の参加による「実際どうなん!?」（後述するレギュラー企画）を収録した。
また、MBSの開局60周年に当たる2010年には、「毎日放送開局60周年記念ウィーク」期間中の8月30日に関西ローカルで20年振りに2時間の生放送を実施。2017年5月7日（日曜日）には、2016年から続いたMBS開局65周年記念特別企画の総仕上げとして、『痛快!明石家電視台スペシャル 実際どうなん!? 大阪のテレビ』を関西ローカルで放送した（詳細後述）。
番組開始30周年を迎える2020年3月21日（土曜日）の午後には、関西ローカル向けの30周年記念公開生放送を4時間にわたって予定していた。しかし、同年の初頭から日本国内で新型コロナウイルスへの感染が広がっている影響を踏まえて、放送を休止することを同月4日に発表。レギュラー版についても、同月上旬から公開収録を休止していた。このため、休止前に収録した「実際どうなん!?」の新作を4月27日まで放送した後に、5月4日放送分から3週にわたって「緊急総集編」を編成していた。5月18日（月曜日）にいわゆる「リモート方式」で収録を再開したうえで、25日から新規収録分を放送（詳細後述）。6月29日・7月6日放送分の「明石家さんま65歳誕生日記念企画」からスタジオでの収録も再開したが、当面は非公開で、通常とは異なるスタジオでの収録と別室からの「リモート中継」を組み合わせている。なお、番組開始30周年を記念した生放送の特別番組については、『サンキュー!明石家電視台30周年! 30人×3時間でさんま大解剖!』というタイトルで2021年3月20日（土曜日）の13:54 - 17:00に改めて編成。

## 出演者

### 現在（2022年8月以降）
司会
- 明石家さんま

アシスタント
- 山崎香佳（MBSアナウンサー、第8代、2020年11月2日 - ）

2020年入社。アシスタントとして起用される前にも、新人アナウンサーとしての紹介を兼ねて、2020年10月26日放送分の「実際どうなん!?MBS若手アナウンサースペシャル」に出演していた。毎日放送の新人アナウンサーからの起用は、前任者（第7代）の辻沙穗里に続いて2人目である。
2021年の初回（1月11日）に放送された「実際どうなん!?さんまびっくりスペシャル」には、実母が特別に出演。「大ファン」であることを自認しているさんまとのクロストークや、香佳との「母子共演」を初めて果たした。
月曜深夜（火曜未明）放送時代における最後のアシスタントだが、放送枠を土曜日の午後に移した2022年10月以降も、アシスタントを引き続き務めている。
レギュラー出演者
- 村上ショージ（1990年4月16日 - ）

スペシャル番組にも出演している。
- 間寛平（1990年4月16日 - ）

ショージと共に初回から出演していたが、2008年12月からアースマラソンに出発するためいったん降板。2011年1月にゴール地点の大阪城音楽堂へ無事に到着したため、同月24日放送分「なにをきくねん」への出演を皮切りに、レギュラー出演を再開している。
- 松尾伴内（1994年9月19日 - ）

スペシャル番組にも出演しているが、レギュラー放送では、2016年9月のリニューアルを境に出演の機会が減少。
- 蛍原徹（1999年8月30日 - ）

番組開始当初から出演していたジミー大西の芸能界引退を機に、雨上がり決死隊のメンバーとして、相方の宮迫博之とのコンビで出演を開始。スペシャル番組にも、宮迫と揃って登場していた。後述する事情から、2019年7月以降は放送上単独で出演。
吉本印天然素材のメンバーとして大阪から東京へ進出していたが、解散後に大阪での仕事も激減していたタイミングで出演のオファーを受けたことから、当番組に対しては多大な恩義を感じているという。東京に活動の拠点を再び移して多忙になってからも、「この番組だけは降板したくない」と言っていたが、宮迫は後述する不祥事で降板を余儀なくされた。雨上がり決死隊は2021年8月17日付で解散したが、蛍原は吉本興業に籍を置いた まま、当番組へ引き続き出演。
- 中川家（中川剛・中川礼二）（2001年3月19日 - ）

スペシャル番組にも出演している。
- 次長課長（河本準一・井上聡）（2009年5月18日 - ）

次世代お笑いビッグ4の一員として、なにをきくねんスペシャルに出演以後、クイズコーナーにも登場。スペシャル番組では進行役になることが多い。
- 重盛さと美（2009年10月26日 - ）

クイズコーナー初登場回のオープニングで「新メンバー」と紹介された。2012年3月5日放送回では、菊地亜美とともにペンペンペアとしてクイズコーナーに出演。「女だらけのペンペンペアクイズ」開催時は寛平とペアを組む。2011年からスペシャル番組にも出演。2010年に『めちゃ×2イケてるッ!』の新レギュラーに抜擢されるが、「めちゃイケスタッフは明石家電視台を見て自分を選んでくれたのでこの番組で人生が変わった」と自身で語っている。野球の事は全く経験が無い。
- 渋谷凪咲 (NMB48)

正確な時期は不明だが、2021年5月頃からレギュラー出演を開始。同年から定期的に放送している「マッチングさんま!」（さんまとの相性が良い著名人・タレント・芸人をマッチングアプリのように探し出すスタジオ収録企画）へ、若手芸人と同じ（いわゆる「芸人枠」）扱いで登場することもある。
長年にわたってレギュラー陣が固定していることから、2016年3月14日（MBS放送分）の『90分スペシャル』に向けた公開収録では、「さんまさん いーかげん後輩入れて下さい!」と称する新レギュラー選考オーディションを実施。次長課長の後輩に当たる漫才コンビ・とろサーモンと、重盛の所属事務所の後輩である鹿谷弥生が「新レギュラー候補」として出演したが、レギュラーへの起用には至らなかった。2019年10月21日放送分（石垣島でのロケ企画）から、吉本興業に所属する以下のお笑いコンビがレギュラーとして正式に加入。
- アインシュタイン  (河井ゆずる・稲田直樹)
- アキナ  (秋山賢太・山名文和）[注 3]

ナレーター
- 藤林温子（MBSアナウンサー）

伊織（からし蓮根）との結婚（2020年9月）を経て、2021年3月の『サンキュー!明石家電視台30周年! 30人×3時間でさんま大解剖!』から、レギュラー版を含めて担当。
2014年から年に1回収録している「MBSアナウンサー（大集合）スペシャル」にも、入社2年目（2016年度版）から参加。「うつ伏せになりながら座布団を右足だけで回す」という特技を2019年度版までさんまの前で毎回披露していたほか、同年版には結婚したばかりの伊織との「夫婦共演」を果たした（伊織はからし蓮根の相方・杉本青空と揃って出演）。
放送上は2022年4月までナレーションを担当していたが、同年3月末から体調不良を理由に毎日放送を休職。伊織との離婚を経て、2022年7月にアナウンサーとして毎日放送に復職した後に、8月放送分からナレーションを再開している。
準レギュラー出演者
- クロちゃん（安田大サーカス）

2020年10月19日から、「（さんちゃん&）稲ちゃん&クロちゃんの恋愛相談」を放送する場合にスタジオ収録へ参加。

### 過去
歴代のレギュラーアシスタント
- 初代：大桃美代子（1990年4月 - 1992年3月）
- 第2代：安井牧子（1992年4月 - 1993年9月）
- 第3代：武川智美（MBSアナウンサー、1993年10月 - 2005年6月27日、担当期間中に一時大桃が復帰）
- 第4代：小野陶子（担当期間中はMBSアナウンサー、2005年7月4日 - 2006年11月6日）
- 第5代：松本麻衣子（MBSアナウンサー、2006年11月13日 - 2014年4月28日）
- 第6代：豊崎由里絵（担当期間中はMBSアナウンサー、2014年5月5日 - 2018年11月5日）
- 第7代：辻沙穗里（MBSアナウンサー、2018年11月12日 - 2020年10月12日）

山崎以前にアシスタントを務めたMBSアナウンサーのうち、辻は入社1年目、武川・松本・豊崎は入社2年目から担当。入社5年目でアシスタントに起用された小野は、結婚を機に入社6年目の途中で退社したため、放送上の担当期間は歴代最短の1年3ヶ月にとどまった。さんまはアナウンサーにも芸人並みの「手土産」（話のネタ）を求めるほど厳しく、辻は毎回の収録後、豊崎は卒業回の収録中に涙を流すほどさんまに恐怖を感じていた。
安井は、1992年9月12日放送分の「なにをきくねん」でゲストの研ナオコから年齢を訊かれた際に、「30歳より少し若い」と言葉を濁していた。しかし、2ヶ月後に実施された「アベッククイズ」（同年12月14日放送分）の収録へ、学生時代の同級生だった女性がたまたま出演。クイズの前にその女性へのインタビューで年齢を訊いたところ、「30歳」（当時）と即答されたため、安井が当番組で年齢をごまかしていたこともそこで明るみに出た。また、アシスタント就任1年後（1993年）の放送と卒業回で自身の姓名を漢字でフリップに書かせるクイズを寛平・ショージ・ジミー大西に出題したところ、3人とも正解できなかった。安井自身は、1回目のクイズで収録後に泣き出すほどショックを受けたという。
武川・小野のアシスタント卒業回では、寛平が2人にちなんだキャラクターに扮していた（武川卒業回では「武川母」・小野卒業回では斧の被り物を身に付けた「オノ君」）。さらに、松本の卒業回では、他の明石家メンバーを巻き込んでの「ネタ祭り」と化していた。
アシスタントが松本から豊崎に代わってからも、松本の声を収録した音源が、番組のオープニングVTRでのタイトルコールで（松本の産前産後休暇期間中を含めて）長らく使われていた。
豊崎は、2018年3月までナレーターも兼務していたため、放送回によっては本編へ登場せずナレーションに専念することもあった。担当期間中の2017年に結婚してから、2018年に第1子を懐妊。2018年11月からの産前産後休暇を前に降板した。第1子の出産を経て、2019年3月の職場復帰後もアナウンサーとして活動していたが、同年10月31日付で毎日放送を退社。退社前にゲストとして収録へ参加した「実際どうなん!?MBSアナウンサー22人大集合」（2019年11月25日放送）が、同局アナウンサーとしての最後の仕事になった。退社後の2020年2月から、アミューズに所属。当番組で4年半にわたってアシスタントを務めたことを背景に、同月25日放送の『踊る!さんま御殿!!』（日本テレビの制作で関西地方では読売テレビで同時ネット）の収録へゲストに招かれたことによって、フリーアナウンサーとしての活動を本格的に開始した。
辻は担当期間中の2019年12月に山本泰寛（当時は読売ジャイアンツ内野手）と結婚してから、前任者の豊崎と同じく第1子を懐妊しながらアシスタントを続けていたが、体調面の問題（悪阻の悪化）を理由に降板を急遽申し入れた。担当最終回（2020年10月12日放送分）の収録は同年9月14日の結婚・懐妊発表前に済ませていた が、当番組では10月19日放送分（「稲ちゃん&クロちゃんの恋愛相談」）で河井と重盛、同月26日放送分（「実際どうなん!?MBS若手アナウンサースペシャル」）で「新人アナウンサー・稲川淳子」に扮した稲田をアシスタントに立てていた。
2021年3月8日・15日にレギュラー枠で放送の「3時間生放送直前!明石家電視台ヒストリー 30年総まくりスペシャル!」の収録（2月22日）には、歴代のアシスタントから大桃・安井・武川・松本・山崎がスタジオへ集結したほか、第2子の出産を3月末に控えた豊崎が自宅からのリモート中継で参加。3月8日放送分では、豊崎が『踊る!さんま御殿』へ出演した際に、さんまが当番組のアシスタント時代と違って優しく接していたことを豊崎本人から暴露される一幕もあった。なお、豊崎は第2子の出産後に、「マッチングさんま・フリーアナウンサースペシャル」（2022年1月24日放送分）のゲストとして、アシスタントの卒業以来およそ3年振りにスタジオ収録へ参加。
辻は第1子の出産（2021年3月）と育児休暇を経て、2022年4月からアナウンサーとしての活動を再開。さんまの67歳の誕生日を祝う目的で同年6月27日に放送された「祝67歳!さんまの名言めっかっちゃったスペシャル」で、さんまが発した「名言」を証言するゲストとして、アシスタントの降板以来1年半振りのスタジオ出演を果たした。また、松本は藤林の休職期間中に、ナレーターとして暫定的に復帰。
レギュラー以外のアシスタント
- 八木早希（出演時点ではMBSアナウンサー）

韓国の事情に詳しいことから、2006年10月1日放送分の『韓国・済州島サン様ファミリー大集合スペシャル』の現地ロケにアシスタントとして同行。
- 上田崇順（MBSアナウンサー）

「ビューティーペアバトル 明石家クイズ女学院」と「明石家ペアペアクイズバトル」時代に早押しクイズを出題。大月勇（毎日放送ラジオ営業部員 →　ラジオ局制作センターのプロデューサー）がアナウンサーだった時期に、上田の代役を務めたこともあった。
過去のナレーター
- 鈴木健太（担当期間中はMBSアナウンサー）

後述する「MBSアナウンサー大集合」を収録する場合には、現役アナウンサーの1人としてスタジオに登場していた。
- 関岡香（MBSアナウンサー）

中断期間をはさんで、2期にわたって担当（2期目は2018年4月から2021年3月の『明石家電視台ヒストリー 30年総まくりスペシャル!』まで）。
過去のレギュラー出演者
- 宮迫博之（出演期間中は雨上がり決死隊のメンバー、1999年8月30日 - 2019年6月）

雨上がり決死隊の相方・蛍原とのコンビで長らく出演していたが、2014年に入江慎也 の仲介で「闇営業」（当時所属していたよしもとクリエイティブ・エージェンシー→吉本興業が関知していないパーティー）へ参加した際に実質的な主催者（反社会的勢力）から金銭を授受していたことをめぐって、2019年6月24日付で吉本興業から謹慎処分を受けた。この処分を受けて、収録済みで未放送の出演番組では、収録映像から自身の出演シーンを編集で割愛したうえで放送する措置が相次いだ。2019年7月19日に吉本興業からマネジメント契約を解除されてからは、YouTubeを中心に単独で活動しているが、雨上がり決死隊は2021年8月17日付で解散。
処分当日の深夜にはMBSで「実際どうなん!? 大解剖　最新女性下着の世界」（宮迫・蛍原や下着メーカー5社の関係者が出演した収録企画）を放送する予定だったが、同局ではこの処分を受けて、宮迫・蛍原が出演していなかった「実際どうなん!? 木下大サーカス13人」（同年2月25日放送分）の再放送に変更することを告知していた。しかし、局内で番組を管理する自動制御システムに不具合が生じた影響で、実際には「 - 最新女性下着の世界」から冒頭部分の映像を約5分40秒放送。番組の送出状況を監視していたMBSの局員が不具合に気付いたため、システムの手動操作を通じて「 - 木下大サーカス13人」の映像へ切り替えたうえで、「番組の放送中に一部不体裁がありましたことをお詫び申し上げます」という謝罪テロップを流した。
以上の不体裁について、MBSでは放送の翌日（2019年6月25日）に放送事故として発表するとともに、改めて謝罪のコメントを出した。「-　最新女性下着の世界」の収録済み映像については、再編集によって宮迫の紹介映像や出演シーンを割愛したうえで、同年7月8日に改めて放送した。
これに対して、蛍原は、2019年7月29日に単独で初めて当番組の収録（「チケットが取れない!○○さんトークショー」）に参加。上記の不祥事が（収録時点で）連日続報が伝えられるほどの騒動に発展していることを踏まえて、同社に所属する明石家ファミリーのさんま、寛平、ショージ、中川家、アインシュタイン（当日はゲスト扱いで出演）とのスタジオトークで騒動に関する本音を明かしたほか、さんま・寛平・ショージによる「緊急楽屋トーク」も収録した。同年8月5日放送分では、宮迫・蛍原とも登場しない「実際どうなん!?元関西の局アナ」で全編を構成する予定だったが、上記のスタジオトークや「緊急楽屋トーク」の収録映像を「実際どうなん!?」の前後に急遽挿入している。
前述した「3時間生放送直前!明石家電視台ヒストリー 30年総まくりスペシャル!」では過去に放送済みのアーカイブ映像を大量に使用していたが、放送の時点で宮迫が芸能活動を単独で再開していたことを踏まえて、レギュラー出演当時の宮迫の顔が写った映像（「雨上がり決死隊」として蛍原と初めて登場したシーンなど）もそのまま放送している。
以下はいずれも、視聴者参加型のクイズ企画をスタジオで収録していた時期に出演。
過去のレギュラー回答者
- ジミー大西（1990年4月16日 - 1996年3月）

初回から出演していたが、芸能界引退のため降板。ただし、放送1,000回記念のゲストで一回きりの復活。2015年11月2日放送の「明石家友の会」から復帰しクイズにも参加。
「明石家んドリーム ペンペンペアクイズ」時代のレギュラー回答者
- くりぃむしちゅー（有田哲平・上田晋也）（2003年7月7日 - 2010年）

2009年4月からは、収録日の月曜日に東京で『サプライズ』に生出演することとなったため、くりぃむ側が降板を申し出て出演していなかった。しかし、さんまの「1年もたない」という言葉通り、同年12月に終了したため、2010年3月8日放送回に約1年ぶりに出演。スペシャルの企画「世界一ウケたいお笑い授業」（世界一受けたい授業のパロディ）では本家と同様に上田が進行役、有田が生徒側となる。さんまは先生。
- たむらけんじ（2008年5月26日 - ）

TKF（たむけんファミリー）芸人とセットで出演することもある。収録曜日と同じ月曜日の午後に毎日放送本社から生放送の情報番組（『ちちんぷいぷい』→『ミント!』）でスタジオパネラーを務めていた2021年3月までは、東京で活動する芸人が収録に参加できない場合にも、上記番組への出演を終えてから収録へ合流していた。
「明石家クイズ ゲット・ザ・いいね！」時代のレギュラー回答者
- 藤田ニコル
- 鈴木奈々
- IVAN　など

毎日放送以外の放送局が制作するさんまの冠番組（『踊る!さんま御殿!!』など）で、さんまや共演者を大いに笑わせた女性タレントを起用することが多かった。
過去の準レギュラー回答者
- 琢磨ゆい（1996年4月 - 9月）
- 宮前真樹（1996年10月 - 2003年3月）
- 内山信二
- トミーズ健 [注 6]
- 中田ボタン
- YURIMARI
- MARI - YURIMARI解散後に単独で出演
- かつみ♥さゆり（太平かつみ・尾崎小百合）（2001年 - 2005年12月12日）
- 若槻千夏（2005年2月7日 - 2008年1月21日）[注 7]
- 山崎邦正[注 8]
- 木下優樹菜（2008年5月5日 - 2014年3月）2013年正月SPが最後の出演。
- 山田花子（2008年6月30日 - 2017年）

寛平降板後は、スペシャル番組にも出演している。産休後、2012年11月12日放送から木下優樹菜と共に復帰した。吉本新喜劇メンバーがゲストとして出演する時は身内パネラーとして口を出す事が多い。
その他の回答者
2008年4月のクイズ企画リニューアル後に数回出演
- FUJIWARA（藤本敏史・原西孝幸）（2008年6月2日 - ） [注 9]
- ケンドーコバヤシ（2008年5月5日 - ）

「女だらけのペンペンペアクイズ」や木下・山田の産前産後休業中に出演
- 坂口杏里
- 菊地亜美
- 鈴木奈々　など

坂口は番組初の平成生まれメンバー。
　
「ハンディキャップクイズ 賢者vs明石家アホアホ5」にのみ出演
- 具志堅用高

## 現在のコーナー

### 楽屋トーク
さんまが私生活や芸能界の裏話などを楽屋で披露するコーナーで、長らく「なにをきくねん」やクイズ企画（いずれも後述）の後に放送。放送時間を変更した2012年7月以降は、最後の5分間や、後述するスタジオ収録企画（主に総集編）の合間に不定期で挿入されている。
実際には、30分以上喋った内容を5分程度に編集。かつては、その模様を「MBSドクホン」（毎日放送が発行していたフリーペーパー）に掲載していたほか、楽屋トークのコーナーの代わりに「師匠と語らう」（さんまと師匠の笑福亭松之助による1対1のトークコーナー）を放送していたことがあった。
楽屋での収録には、ショージと寛平が必ず同席するほか、伴内が加わることもある。寛平がアースマラソンへの挑戦で一時的に降板した2009年頃まで、他のレギュラー陣が収録に参加したのは、当時アシスタントだった武川、当時レギュラーだった宮前、MARI（レギュラーからの卒業の際に著書の宣伝を兼ねて参加）という程度であった。2009年以降は、他の明石家ファミリー（中川家、雨上がり決死隊、山田花子など）や、豊崎以降のアシスタントも随時登場。さんまがアシスタントへ手料理のリクエストを出したうえで、後日の収録でアシスタントが持参した手料理をショージ・寬平と試食してから、アシスタントに細かく駄目出しするパターンが新たに定着している。

### 公開収録企画
公開収録を開始してから2016年8月1日放送分までは、ゲストへの質疑応答を主体にトークを展開する「なにをきくねん」など、スタジオ観覧者を巻き込んだコーナーを長らく放送してきた（詳細後述）。同年9月放送分から、コーナー企画を大幅にリニューアル。公開収録を続けながら、複数の企画を交互に放送してきた。
毎日放送が月曜日の深夜（火曜日の未明）にレギュラーの放送枠を編成していた時期には、過去にも放送済みの公開収録企画シリーズをレギュラー放送へ組み込む場合に、シリーズのPRを兼ねて放送前日（日曜日）の午後に同じシリーズの再放送を関西ローカルで実施することがあった。
実際どうなん!?
豊崎がアシスタントを務めていた2016年9月19日から放送を開始したトーク企画で、アシスタントが進行。さんまの知らない分野で職業・経歴・特徴が共通している複数の人物（共通ゲスト）をスタジオに集めたうえで、明石家メンバーからの質問や専門家を交えながら、収録前に実施したアンケートへの回答結果を基に「実際どうなん?」（「実際にはどうなの?」というニュアンスの関西弁）と言えるエピソード（ゲストに共通する強みや悩みなど）を明らかにする。当初は、豊崎の呼び掛けに応じて、そのテーマに詳しい専門家が生中継で出演していた。ちなみに、豊崎は2018年3月までナレーターも兼務（同年4月からは関岡がナレーションのみ担当）。アシスタントが豊崎から辻に代わる直前（2018年の途中）からは、事実上毎週放送されているほか、ロケ先での特別企画として実施することもある。
共通ゲストを同心円状に座らせたり、スタジオの天井付近から撮影した映像を放送で多用したりすることが特徴で、放送上はこの映像の中央（同心円状に並べた共通ゲスト席の内側）に字幕を挿入（当初は専門家の中継映像も挿入）。また、視聴者からも、今後収録予定のテーマに該当する人物の参加を募っている。ただし、スタジオ観覧者は質疑応答に参加しない。
当番組ではかねてから、職業や特徴が共通している50人（ボクサー・フリーアナウンサー・在阪球団のプロ野球選手など）を、一般観覧者の代わりにスタジオ観覧席へ集めたトーク企画を不定期で放送していた。当企画では、第1回の放送に際して、「実際どうなん!? 双子20人」というテーマを設定。ただし、以降の放送では、テーマに応じて共通ゲストの人数を変えている。
2017年5月7日（日曜日）には、当企画を母体にした特別番組『痛快!明石家電視台スペシャル　実際どうなん!?　大阪のテレビ』を関西ローカルで放送。収録には、『ちちんぷいぷい』（寬平・ショージ・豊崎がレギュラーで出演しているMBSテレビ制作の情報番組） の新旧メインパーソナリティである角淳一・山本浩之をはじめ、同番組レギュラーのピーコ・ハイヒール・よゐこ・三戸なつめ・月亭八光、MBSテレビの他番組にレギュラーで出演している小堺一機・小島瑠璃子（『サタデープラス』MC）・三船美佳（『住人十色』MC）、『ヤングおー!おー!』（かつてMBSテレビが制作・放送していた公開収録番組）でさんまと共に「SOS」という番組内ユニットで活動していた月亭八方（八光の実父および師匠）など、15名ものゲストが顔を揃えた。なお、さんまと角がテレビ番組へ共演するのは、この番組が初めてであった。
ちなみに、MBSで年始に放送する『新春スペシャル』でも、2017年と2018年に当企画で全編を構成していた。
- 2017年の初回放送（1月2日の11:55 - 14:00）では、「実際どうなん!?結成20年以上コンビ大集合」を編成。明石家メンバーの雨上がり決死隊（結成28年目）・中川家（25年目）・次長課長（23年目）に加えて、大木こだま・ひびき（36年目）、FUJIWARA（28年目）、キャイ〜ン（26年目）、サバンナ（24年目）、バイきんぐ（21年目）が一堂に会した。
- 2018年の初回放送（1月2日の13:50 - 15:25）では、「モー娘。OG&新喜劇芸人　正月だからぶっちゃけスペシャル」として、「モーニング娘。[注 11] OG編」と「よしもと新喜劇芸人編」の2本立てで構成。「モーニング娘。OG編」には、中澤裕子、石黒彩、辻希美、吉澤ひとみ、田中れいなをスタジオに招いたほか、収録時点で第1子の出産を控えていた保田圭[注 12] もテレビ電話を通じて登場した。一方の「よしもと新喜劇編」では、出演時点での座長であるすっちー・酒井藍、ベテラン座員の島田一の介・浅香あき恵、中堅座員の松浦真也・今別府直之、「爆乳三姉妹」（森田まりこ・服部ひで子・岡田直子）など12名が一堂に会した。

アシスタントが辻に代わってからは、2019年2月11日放送分で「実際どっち!?そばvsうどん」（「そばマニア」「うどんマニア」を5名ずつスタジオに集結させてのバトルトーク企画）を実施するなど、「実際どうなん!?」のタイトルを冠したまま新しい企画にも取り組んでいる。
2020年には、新型コロナウイルス感染拡大の影響で3月中旬から収録を休止していたが、7月20日放送分の「実際どうなん!?熱烈!明石家さんまファン8人」から再開。再開後は、非公開でのスタジオ収録とリモート中継を連動させているため、日本以外の国に居住する共通ゲストも中継を通じて収録に参加できるようになった。
チケットが取れない!?○○さんトークショー
2019年4月29日から、「実際どうなん!?」と交互に放送。有料の講演会を開いても一般人がチケットを取れなさそうな人気者3組をスタジオに招いたうえで、「今世の中に伝えたいこと」をテーマに、今まで公にしていなかった実話や、明石家ファミリーを驚かせるような芸を1組ずつ披露させる。明石家ファミリーの男性陣が全員、タキシードと蝶ネクタイを着用することが特徴。「トークショー」と銘打ってはいるが、実際には話芸以外の芸（テーブルマジックや手妻など）も披露されている。
さんちゃん芸人牧場　イチバンは誰だ
吉本興業に所属する若手・中堅芸人や吉本新喜劇の座員総勢100人が一堂に会する企画で、辻がアシスタントを務めていた2019年10月14日から月に1回のペースで放送。収録前に若手芸人全員へアンケートを実施してから、数値で回答させた調査結果（収録日までの直近1ヶ月間に稼いだギャラの総額など）をテーマに、最も多い数値を明かした芸人（イチバンさん）の人となりや持ちネタにさんまが迫る。「イチバンさん」になった芸人は、さんまや明石家ファミリーが待ち受けるステージで、そのテーマに関するエピソードを披露。最後に、進行を担当するアシスタント（辻→山崎）から紙製のメダルを贈られる。回答を裏付ける資料（給与明細など）を、アシスタントや「イチバンさん」自身が示すことが特徴。MBSで年始に放送する『新春スペシャル』でも、2020年からこの企画を中心に構成している。
さんちゃん&稲ちゃん&クロちゃんの恋愛相談
「稲ちゃん&クロちゃんの恋愛相談」というタイトルで、2020年10月19日から1 - 2ヶ月に1回のペースで放送。ファッションモデルやYouTuberなどを中心に、令和時代に入ってから交際を始めたカップルや結婚した夫婦（放送上は「令和カップル」と総称）数組をスタジオへ招いたうえで、カップルから寄せられる恋の悩みに「稲ちゃん」（稲田）とクロちゃんが答える。クロちゃんは、この企画にのみレギュラーで出演するほか、稲田と共に「ハートがイケメンのラブメンタリスト」を自称。第2回（2020年11月23日放送分）からは、「さんちゃん」（さんま）も相談に乗っている。稲田とクロちゃんの部分は不定期で「なぎちゃん」（渋谷凪咲）、「山ちゃん」（山名）、「オザちゃん」（小沢一敬）、「ミッちゃん」（ミッツ・マングローブ）、「誠ちゃん」（誠子）に変更されることもある

#### 特別企画
前述した『ちちんぷいぷい』とのコラボレーション企画や、オールロケで収録した企画を随時放送。さんま60歳の誕生日（2015年7月1日）直後から3週にわたって「さんま生誕60年スペシャル」を放送するなど、さんまの誕生日にちなんだ特別企画を、当該日前後の放送で実施している（2017年以降は「実際どうなん!?　明石家さんま」として放送）。ちなみに、2019年の「実際どうなん!?明石家さんま」では、中川家剛がさんまの日々の行動を30ページのノートにまとめた「さんまの観察メモ」を初めて公開。メモの内容に関するトークが盛り上がるあまり、この年にはわずか9ページ分しか取り上げられなかったため、2020年以降の誕生日記念企画でも紹介を続けている（メモの朗読を毎日放送アナウンサーの福島暢啓が担当）。
2014年からは、毎日放送の現役アナウンサーの大半が一堂に会する「MBSアナウンサー（大集合）スペシャル」を、年に1 - 2回のペースで放送。当番組のアシスタントだった武川・松本がアナウンサー室の一員として随時登場しているほか、豊崎以降のアシスタントは、この企画へのゲスト出演を経て当番組へのレギュラー出演を始めている。また、アナウンサー時代に当番組のナレーターを務めた鈴木健太（2017年7月から東京支社PR部へ異動）も、2016年まで当企画にのみ顔出しで出演。2014年には、福島が当企画で「さんまに最もはまっていたアナウンサー」へ選ばれたことをきっかけに、「楽屋トーク」のゲストにも招かれた。2017年以降は、「実際どうなん!?」の特別企画として放送。第6代アシスタントの豊崎は、2018年度版の「実際どうなん!?MBSアナウンサー」後編への出演を最後に、当番組のレギュラーを卒業した。

## 過去のコーナー

### オープニング
前項である程度（さんまのトークの大半はカットされている）トークを終えたら、番組マスコットの着ぐるみが登場する。
マスコットは基本的に約半年ごとに交代しており、役目を終える最終週にはその着ぐるみキャラのモデルになった本人が登場するのが恒例となっている。人形の顔はかなり似ている。
マスコットのスーツアクターは、『さんまのまんま』に登場するまんまの中身と同一人物である、ステッピンスタジオ代表取締役の岡崎薫である。キャラクターデザインも同社が行っている。番組トークで話題になったタレントを元に1ヵ月かけてマスコットを制作する。
2015年頃からは、放送上オープニングトークを割愛。タイトル映像からメイン企画へ直結させている。

#### オープニング着ぐるみ
- チャラッコ（オリエンタルラジオ・藤森慎吾）

顔が藤森で体がラッコ
- 又吉（またきち、ピース・又吉直樹）

着物を着ている又吉だが、長髪を振り回している。
- 犬コバ （ケンドーコバヤシ）

顔がケンコバで体が犬
- デラックスマツコ（マツコデラックス）
- 機械のナベアツ（世界のナベアツ）

顔はナベアツ、体は機械。3の時にはアホになり口が開くが、口は自動的には戻らず、手で戻さねばならない。
- たむ犬（たむらけんじ）

読み方は「たむいぬ」。顔はたむら、体は犬の形をしていて、胴体部には一言ボケが書かれている。登場時には実際のたむらのように、獅子舞で登場する。また、たむ犬初登場時にはたむら本人がなにを聞くねんにゲスト出演した。またなかやまきんに君もおもしろーずとして出演した。
- 妖怪ぬっくん（温水洋一）
- コツコツボウシ（西川きよし）

顔が西川きよしで体がツクツクボウシである。
- トミーズ犬（トミーズ健）

顔がトミーズ健で体が犬である。
- 梨元おさる（梨元勝）

顔が梨元勝で体が猿である。
- ミスどやさ（今くるよ）
- あしたのジョージ（島木譲二）
- HONG KONG（ほんこん）
- 目明かし田中（ココリコ田中直樹）2000年10月
- 踊る大刑事（原哲男）
- ボロット（ボローいロボット）
- 御猫（池乃めだか）
- おーたむちゃん（ぼんちおさむ）
- いけたね君（池谷幸雄）
- フジタク（藤岡琢也）
- ミスオクレ（Mr.オクレ）
- ドール巨人（オール巨人）

終いにはさんまが「ドール巨人に文句のある奴!」と観客席から挙手で文句のある人を募り、素人にドール巨人（オール巨人?）の悪口を言わせるまでになった。ドール巨人としての最終回では、ドッキリで中の人に本物のオール巨人が入っており、「このハゲゴルファー！」と軽いノリで悪口を叩いた観客に対し最後は被り物を脱いで逆に説教してしまった。
- かまいたち

以前、別番組で霊媒師に「明石家さんまの前世はかまいたちという妖怪」と言われたエピソードに基づいている。
- かまる

前述のかまいたちに子供ができたという設定で生まれたキャラクター。名前は一般公募され、番組内で決定した。名付け親は兵庫県西宮市の男性（現在は兵庫県西脇市在住）。かまいたちキーホルダーと目覚まし時計が贈られた。
清水智史がスーツアクター。
- カンペイ兄さん（間寛平）

マラソンランナーの格好をしている。客席の観客を呼び出し、「かいーの」と言って観客にお尻を向ける。
- イザベル
- フンフンフラワー

準レギュラーの松尾伴内がスーツアクター。

### なにをきくねん
毎週さまざまなゲストを招き、さんま・アシスタントとトークをするコーナー。開始当初のコーナー名は「どいだけおんねん!」であった。1991年4月から本コーナー名に。
コーナーの冒頭では、観客がゲストをダンスで盛り上げるという演出があり、このダンスはタレントがスタジオ入りする前から練習する。そのダンスのBGMは、2011年6月6日放送分から、テレビアニメ『俺の妹がこんなに可愛いわけがない』のものを一部編集して使用していた。
観客が、自分が似ていると思っている有名人の名前を事前に書いたフリップ「お名前ボード」が現れ、それを見たさんまが気になる「有名人」を指名する。ゲストへの質問ではさんまに指名された観客は自身のエピソードを披露した後、事前に考えた質問をゲストに聞く。番組開始当初はお名前ボードの電飾がアトランダムに光り、ゲストがストップボタンを押して止まった観客が質問していたが、番組演出上事前に観客が質問を提出し、それをさんまが指名する形に改められた。
レギュラーのスタジオ企画としては23年目（2014年のリニューアル）で終了したが、新型コロナウイルス感染拡大の影響で番組全体の収録を一時休止していた2020年に、収録再開後初めての企画としておよそ6年振りに復活した。ただし、通常の収録で使用するMBS本社内のスタジオではなく、さんま、ショージ、中川家の剛・礼二が、5月18日に同局東京本社スタジオのラジオブース へ集結。他の明石家メンバー（寛平、アインシュタインの河井・稲田）、収録の時点で現役（第7代）アシスタントの辻、公開収録への観覧に応募していた「お客さん」（一般視聴者の代表16名）は、各自の自宅からWi-Fi通信による中継（いわゆる「リモート方式」）で収録に参加した。このような事情から、中継の映像に「お名前ボード」を掲げた「お客さん」から、さんまが気になる人を指名した後に質疑応答を展開する方式で収録を進行。同月25日からの放送では、MBS東京支社内の楽屋で18日に別途収録された「楽屋トーク」（寛平が中継で出演）とのセット構成で、「復活!リモート収録で明石家メンバーになにをきくねん」というタイトルが付けられている。6月以降も、「お客さん」を新たに募集したうえで、公開収録を再開できるまでの暫定措置としてリモート収録（隔週月曜日）と放送を継続。
2025年4月26日の放送では、ゲストに山田邦子と大西流星（なにわ男子）を迎え「明石家電視台35周年特別企画」と題してスタジオ収録としては11年ぶりに復活を果たし、当コーナーのスタジオ観覧募集も復活した。

### クイズ
「なにをきくねん」とともに大黒柱となっている視聴者（番組では素人と呼んでいる）参加のクイズコーナー

#### クイズタイトルの変遷
| 1991年4月 - 1994年              | アベッククイズ                            |
| 1994年 - 1997年春               | アベッククイズ2                           |
| 1997年春 - 秋                   | 50万円クイズSHOW                          |
| 1997年秋 - 1999年9月            | クイズ親子だもん!                         |
| 1999年10月25日 - 2008年3月17日  | クイズ!パァちゃいまんねんペアでんねん     |
| 2008年4月28日 - 2008年9月29日   | ビューティーペアバトル 明石家クイズ女学院 |
| 2008年10月13日 - 2008年12月22日 | 明石家ペアペアクイズバトル                |
| 2009年1月19日 - 2012年12月      | 明石家んドリーム ペンペンペアクイズ       |
| 2013年1月21日 -                 | 世の中ドゥーンとまるわかりクイズ時代だぁ! |

#### ルール
アベッククイズ （1991年4月 - 1994年頃）
4人の解答者が登場。左からショージ、寛平、ジミー、素人の順。素人は2人1組で登場し、1人は解答者席、もう1人は司会者席に座る。ペアの組み方はカップル限定。クイズは全部で7問。その内、4問正解すれば東京ディズニーランド旅行が贈呈された。
4問不正解した時点で失格となるが、たまにさんまの裁量で敗者復活となるケースがあった。ランプルーレットで止まった解答者に1問1答形式のクイズを出題するのが中心。また、書き問題も1問出題され、書き問題では解答後にランプルーレットを行い、正解者のところにランプを止めればクリアとなる。後に早押しクイズも加わる。書き問題のときはカンニング防止のため、ジミーの席だけ両側につい立てが自動でセッティングされる。
解答者席には3桁のデジタル表示で、これまでの正解率が表示されていた（○割○分○厘）。その後、賞金獲得額の表示に変更（パネルで「00円」が付けられた）。ランプルーレットでの正解で1万円、早押しクイズでの正解で2500円獲得となる。
アベッククイズ2（1994年頃 - 1997年春）
5人の解答者が登場。左からショージ、伴内（1996年4月以降は琢磨、同年10月以降は宮前）、寛平、ジミー（1996年4月以降は伴内、ゲストの場合もあり）、素人の順。素人は2人1組で登場し、1人は解答者席、もう1人は司会者席に座る。ペアの組み方はカップル限定のまま。
クイズは全部で7問。その内、4問正解すれば東京ディズニーランド旅行が贈呈された。これまで、1人しか付かなかったランプルーレットも、2 - 3人同時に選ばれるようになった。賞金も万単位でもらえるようになり、表示も「○0000円（○の所にデジタル表示される）」となった。ランプルーレットで選ばれると、その解答者席が1段分リフトアップする仕組みになっていた。
50万円クイズSHOW（1997年春 - 1997年秋）
5人の解答者が登場。左からショージ、宮前、寛平、伴内／内山、素人の順。素人は2人1組で登場し、1人は解答者席、もう1人は司会者席に座る。素人は主に客席から選ばれた。クイズは全部で7問。初期は、1万円からスタートし、正解すると客席の賞金がキープされ、不正解だと1ランクダウン。後期は、0円からスタートし、正解すると1ランクアップし、不正解だと何もなし。ただし、7問目に関しては初期後期同じで、正解なら1ランクアップし、逆に不正解は1ランクダウン。最終的に残った賞金が客席50人に贈呈された。7問目はサイコロチャンスで、1、2、4、5、6、-3（マイナス3）の6面のサイコロを5人の解答者が振り、合計が15以上なればクリアとなる。ただし、途中からゾロ目チャンスが設定され、1 - 3人目で連続して同じ目を出せば、賞金ランクに関わらず、客席1人1万円の賞金が贈呈された。
クイズ親子だもん!（1997年秋 - 1999年9月）
5人の解答者が登場。左からショージ、宮前、寛平、伴内／トミーズ健／中田ボタン、素人の順。素人は2人1組で登場し、1人は解答者席、もう1人は司会者席に座る。素人は親子限定。クイズに正解すると賞金は1ランクアップ。不正解は何もなし。ただし、最終問題「サイコロチャンス」で失敗すると1ランクダウン。最終的に残った賞金が贈呈された。初回のみ、サイコロチャンスが失敗であったら、親子には賞金没収され、客席に没収分の賞金が贈呈されるというルールだったが、獲得賞金が少なすぎたため廃止になった。
クイズ!パァちゃいまんねんペアでんねん（1999年10月 - 2008年3月）
5組の解答者が登場。左からショージ、準レギュラー1組目、寛平、準レギュラー2組目、素人の順。素人は2人1組で登場し、1人は解答者席、もう1人は司会者席に座る。ペアの組み方は親子、カップル、夫婦、友達・クラスメートなど自由。なお素人ペアは倍率十数倍程度のオーディションにより決定される。
各設問ごとに正解すれば賞金が贈呈される。
0問 0円
1問 1万円
2問 3万円
3問 5万円
4問 10万円
そして4問目（週によってはゲストコーナーの収録など、放送時間の問題でクイズが4問で打ち切りとなる場合がある。その場合は3問目）までの獲得賞金を元手に、最終問題の「ポーカーチャンス」で賞金の増額を目指す。ポーカーチャンスは言葉の穴埋め問題が出され、同じ解答を書いた解答者によってポーカーの役が作られれば、役に応じた倍率が賞金にかけ合わされ（例として、スリーカードなら6割増し（1.6倍））、その額が最終的な賞金額となる。4問正解の上でポーカーチャンスで全員が同じ答えを書いた場合（ファイブカード）、賞金は10万円の3倍で最高賞金30万円。
ビューティーペアバトル　明石家クイズ女学院（2008年4月 - 9月）
これまでレギュラー・準レギュラー・素人が一丸となってクイズに挑んでいた形式から、レギュラーで初めてとなる2チーム対抗形式になり、出題クイズも全て変更される。ショージチーム（緑色の解答席）と寛平チーム（橙色の解答席）の対抗戦。それぞれ奥から、チームリーダー（ショージ・寛平）、準レギュラー1組目、準レギュラー2組目、ビューティーペア（素人席）の順に座っている。コンビの準レギュラーは、それぞれのチームへ分かれる場合もあれば、2人で1席座る場合もある。また、「なにをきくねん」のゲストが引き続き、準レギュラー席に座ってクイズコーナーに参加したり、クイズコーナーのみのゲストが登場することもある。素人は2人1組（女性ペア限定）で、それぞれのチームに1組ずつ登場。素人は、2人で1席となる。全4問行い、合計ポイントの高かったチームの勝利。勝利チームの素人が、賞品を賭けたエンディングコーナーに挑戦できる。
明石家ペアペアクイズバトル（2008年10月 - 12月）
「明石家クイズ女学院」の形式を引き継いでいるが、素人回答者のペアと、若手芸人コンビが参加する。ショージチーム（緑色の解答席）と寛平チーム（橙色の解答席）の対抗戦。それぞれ奥から、チームリーダー（ショージ・寛平）、準レギュラー1組目、準レギュラー2組目、ペア席（素人回答者もしくは若手芸人）の順に座っている。コンビの準レギュラーは、それぞれのチームへ分かれる場合もあれば、2人で1席座る場合もある。また、「なにをきくねん」のゲストが引き続き、準レギュラー席に座ってクイズコーナーに参加したり、クイズコーナーのみのゲストが登場することもある。全4問。1問ごとに、勝利チームのペアがシールを1枚選び（引き分けの場合は、両チームのペアが1枚ずつ選択）、シールをめくって出た金額が加算される。最後に、加算された賞金の獲得を賭けて、ルーレットチャンス（後述）に挑戦。賞金は最低は紫の1,000円、最高は赤の50,000円
明石家んドリーム ペンペンペアクイズ
基本的には、クイズ!パァちゃいまんねんペアでんねんと同じルールだが、各設問ごとに正解数に応じて、「痛快!明石家電視台クイズ」と書かれた賞金ボード（全部で12枚）のシールをめくることができ、めくって出た金額を獲得できる。最高金額は5万円。ただし、賞金のほとんどが1,000円で、中には賞金が半額になるシールが入っているため、以前より賞金が獲得しにくくなっている。司会者席頭上の得点ボードはデジタル表示（6桁（初期は100の位から1万の位までの3桁。そのため、半額により10の位に端数が出て賞金額が正しく表示されなかったことがある））される。
明石家クイズ女学院から続いていた2チーム対抗形式からクイズ!パァちゃいまんねんペアでんねんと同じく5組の解答者が登場し、クイズに挑戦する形式に戻った。解答者席は1番左がショージ、中央が寛平、1番右が素人、残る2席には準レギュラーまたは「なにをきくねん」に登場したゲストが座る。900回記念などの特番の場合は、ショージ、伴内、花子、雨上がり、中川家、準レギュラーまたはゲストを加えた合計6 - 7組の解答者が登場する。司会者席にもスペシャルゲストが座る。「女だらけのペンペンペアクイズ」の時はレギュラー解答者の横に女性芸能人が座る（ショージ＆坂口杏里、寛平＆重盛さと美など）。素人は2人1組で登場し、1人は解答者席、もう1人は司会者席に座る。司会者席には、さんまの所に電子ルーレットを作動させる青いボタン、素人の所にそれを止める赤いボタンが設置されている。これはアベッククイズの頃からである。
問題は全部で4問出題され、全てのクイズが終了した時点に残った金額が素人ペアの賞金となる。なお、特番は5問出題されるときがある。特番の場合は賞金が大幅にアップし、900回記念は最高10万円のシール、2010年の正月特番と20周年記念特番は最高20万円のシールが設定されていた。
世の中ドゥーンとまるわかりクイズ時代だぁ!
明石家んドリーム ペンペンペアクイズ同様、1問ごとに正解者が出れば、賞金ボードのA・Bどちらかのシールをめくり、出た金額を獲得（賞金は、1,000円or10,000円で固定）。
解答者は6組に増え、レギュラーでも上下2段の解答者席に配置換えされた。配置は、下段左にショージ、下段中央に寛平、下段右に芸人コンビの準レギュラー、上段左に女性準レギュラー、上段中にクイズコーナーのみの芸人ゲスト、上段右に素人（ただし、なにをきくねんのゲストがクイズコーナーにも参加する場合は、ショージ・寛平・素人以外の3席の配置が変動することもある）。
問題は週替りのクイズ形式が廃され、原則最新の時事や流行に関する一問一答式の問題で、ランキングや時事川柳の穴埋め、変わり種グッズの用途を当てるなどが出題される。
問題は早押し問題2問（初期3問）、全員解答のフリップ問題2問、倍増チャンスの計5問（初期6問）出題され、全てのクイズが終了した時点に残った金額が素人ペアの賞金となる。賞金は最高42万円（初期6問制では45万円）。
週替わり企画
『明石家トラベルクイズ』素人は4人1組で参加　明石家メンバーのクイズ正解数に応じて裏返されたパネルの各項目から（旅先）（人数）（行けるor行けない）が決まる。
『賢者vs明石家アホアホ5』インテリ芸人（賢者）と明石家メンバーでクイズ対戦し、負けた方は罰ゲームを受ける（例：ロザン宇治原が松尾伴内の衣装でちちんぷいぷい火曜に出演）。素人は参加しない。過去4回開催して賢者は1勝（上田晋也）3敗（ラサール石井、ロザン宇治原、オリラジ中田）。
『明石家ンアイドル』一芸を持つべっぴんさん＆男前の素人が登場し、明石家メンバーが審査をして賞金GETできるかが決まる。過去2回開催。
2014年3月まで『明石家トラベルクイズ』（4人1組）の素人参加者を募集していた。2013年7月以降は素人応募者が少なくなった為、トーク枠拡大などのスペシャル企画が多くなっている。雨上がり、くりぃむ、中川家、次長課長（ミドル4）のいずれかが進行することが多い。

#### クイズ（最終形）
早押し問題
クイズコーナーの前半で実施。問題パターンに関わらず、必ず第1問目に寛平が3回ボケ解答をするのは、「クイズ早押しイラスト大辞典」から継続。音楽が流れると残り30秒となり、音楽が終わるとクイズは終了となる。時間内に正解者が出れば、賞金ボードをめくることができる。
フリップ問題
クイズコーナーの後半で実施（スタジオでは、チャイムが鳴ってフリップ問題への切り替わりを知らせる）。1問ごとに正解者の人数×賞金ボードの金額を獲得できる為、最高で6組正解×1万円＝6万円を獲得できる。
倍増チャンス
会場の客50人に聞いたアンケートの上位5項目を当てる。解答は、1組につき1回。出た正解の個数に応じて、最終的な賞金が決定。
　開始当初
| 正解数 | 2個以下 | 3個    | 4個 | 5個 |
| ------ | ------- | ------ | --- | --- |
| 賞金   | 半額    | キープ | 2倍 | 3倍 |

　現行
| 正解数 | 2個以下 | 3個  | 4個  | 5個 |
| ------ | ------- | ---- | ---- | --- |
| 賞金   | 半額    | 半額 | 半額 | 2倍 |

#### 過去に出題されたクイズ
早押し展覧会クイズ／クイズ早押しイラスト大辞典
オープニングクイズ。会場の客50人に描いてもらった絵の中から事前に5つを選び、それらのタイトルを全て当てる。週によって、テーマ別のもの（早押し展覧会クイズ）と、指定した頭文字から始まるタイトルのもの（クイズ早押しイラスト大辞典）とがある。なお、同クイズの最初は寛平が3回ボケ解答をするため、他の解答者は解答権を譲るという暗黙の了解があった。素人を除く他の解答者もすぐには正解を狙いにいかず、前半はボケ解答が飛び交う（素人もボケ解答を行なう事があるが、天然ボケに起因するものであることが多い）。寛平降板後は、花子が役割を受け継いだ。2011年2月28日放送分から、寛平が復帰した（この回は花子の出演はなし）。また、花子がいない場合はさんまが指定する。ただし、花子がいる場合にも稀にボケ解答終了後に他の解答者を指定して答えされることもある。音楽が流れると残り30秒となり、音楽が終わるとクイズは終了となる。すべて正解すれば、賞金ボードを2枚めくることができる。
アタック7
必ず2問目に出題される。素人解答者からショージ（右から左）の順番に1人ずつ、7か所に区切られた写真フリップの隠しシールから1か所を選択。そしてクイズ（基本的に1問1答形式）に答え、正解なら選んだ場所のシールがめくられる。5人への出題が終わったら司会者席の素人が、見えている部分から推測して、誰の顔写真かを当てる。過去にシール1枚も開かなかった最悪のケースが何度かあり、奇跡的に正解するケースも僅かながらあったものの、大抵は不正解に。その場合写真フリップは翌週使い回しとなる。解答者に出される問題とルールについては「アタック6/アタック3」と同様。
アタック6/アタック3
アタック7のリニューアル版。6つのジャンルの問題の中から解答者が選択し、その問題に解答する。1つだけお客さん出題による問題がある。それを選ぶとチャイムが鳴り、ショージ「誰か来た!」さんま「今、本番中やねん!!」とボケることがある。基本的に解答できる回数は、さんまの裁量に託される。さんまが「ダメ!!」と言うまで解答を続ける事ができるが、「ダメ!!」と言った時点で不正解になる。また、さんまの気分や解答者の相手によって早く不正解にしたり、オマケで正解にすることがある。さんまからヒントをもらうとさんまに解答回数を設定されてしまい、1 - 3回しかない。正解1問につき、賞金ボードを1枚めくることができる。アタック6では解答者5組全員が答えた。アタック3に変更後、ルーレットで選ばれた3人だけに解答権が与えられる。そのため、賞金ボードの獲得数が最高5枚から3枚に減った。
100秒漫才クイズ（旧・100秒コントクイズ）
ルーレットで止まった2組の出演者が、100秒以内に漫才をしながら隠された5つのキーワードのうち3つ全部言えばクリアとなる。2009年から復活。チャンスは2回で、クリア1回につき、賞金ボードを1枚めくることができる。制限時間が残り15秒前になると、音楽が流れると同時に画面右下に残り秒数をカウントするテロップが表示される。残り秒数が「0」になるとブザーが鳴り、失格となる。このコーナーだけ素人にランプが止まりにくく、レギュラー出演者だけの参加が多い。
エピソード3択クイズ
まず解答者5人は、質問に対して解答を記入。そのうちルーレットで指定された解答者1名は3択のクイズに作り変え（当たらなかった4名はそのまま発表）、司会者席の素人がその3択に正解すればクリアとなり、賞金ボードを2枚めくることができる。2009年から復活。
アンケートクイズ!3人までよ（旧・アンケートクイズ!5人までよ・サイコロクエスチョン!）
会場のお客さん50人にアンケート調査し、解答者は「イエス」と答えるお客さんの人数が3人以下になるような質問を考える。司会者席にいる素人が5組の解答者が考えた質問を選び、アンケート結果が3人以内になれば成功。ただし4人以上の場合はもちろん、0人になっても失敗となる。もともとは「サイコロクエスチョン!」という、1 - 6のサイコロの出目の人数以下になるような質問を考える形式だったが、「アンケートクイズ!5人までよ」に変更。しかし、成功率が100%であったため、難易度を上げるためにこのルールに変更された。チャンスは2回で、1回でもクリアすれば賞金ボードを2枚めくることができる。
YESは何人?
解答者5人に質問を出題、正直に「YES」か「NO」で答える。司会者席にいる素人は「YES」が何人いるかを予想し、的中すればクリアとなる。チャンスは2回で、1回でもクリアすれば賞金ボードを2枚めくることができる。2010年5月10日の放送で初登場。
イメージランキング・1位は誰だ!?
会場のお客さん50人に事前にレギュラー解答者に対し、テーマについてアンケート調査を行っており、司会者席にいる素人は1位が誰かを予想し、的中すればクリアとなる（ただし、素人解答者は除く）。なお、解答発表直前にはシンキングタイムが設けられ、各解答者は1位が誰かを参考意見として予想することができる。
バラエティヒント
ルーレットで止まった2組が、それぞれ出題側と解答側に分かれ、出題側が出したヒントを基に解答側が答える（ルーレットで止まった2組は前に出る）。予め抽選によって問題のテーマが決められており、それに沿ってヒントを出していく。例えば「テーマ：英単語」の場合は、出題側が英単語を読み上げ、解答側はその英単語の意味を答える。チャンスは2回、制限時間90秒で5問正解すれば賞金ボードを1枚めくることができる。分からないときは何回でもパスできる。成功率は極めて低い。残り秒数をカウントするテロップが表示される。残り秒数が「0」になるとブザーが鳴り、失格となる。過去に1度だけ出題者2人と解答者1人で挑戦する「トリオでバラエティヒント」があった。2010年8月30日の生放送では、ヒントを出す側が4人でリレー形式となっていた。
演技力クイズ
ルーレットで止まった出演者は、決められたセリフを3つのシチュエーションの中から選びフリップに番号を書き、当たらなかった4名が演技した後演技、それがどのシチュエーションであるかを司会者席の素人が正解すればクリアとなり、賞金ボードを2枚めくることができる。山田花子などが、自分の持ちギャグやコントを演技中に交えることがある。
知ったかぶりクイズ How Many 正解者?（旧・5人の天才?）
解答者に簡単な常識クイズを出題、司会者席の素人が正解した人数を当てることができればクリアとなる。チャンスは2回。「ペアでんねん」では1回でも的中すればクリア。「ペアクイズ」では正解数的中1問につき、賞金ボードを1枚めくることができる。2009年12月7日放送で、正解は「ビッグバン」であるところを素人解答者が「ビックバン」と書いたが、松本アナの判断により正解となった。そのため、さんまから予想人数である1人だけが「ビッグバン」と書いて正解していた場合どうなるか聞かれたが、松本アナの独断で失敗となるとされた。また、2問目でも正解が「ミジンコ」であるところを、木下がギャル語の癖で「ミヂンコ」と書き、結局、さんまがショージの表情でボケたと判断し、木下を正解扱いに。結果ショージが不正解であったため、正解者数が的中しクリアとなった。
歌詞を見て歌いましょう
解答者は、歌詞だけが書かれたフリップを見て正しいメロディで歌えば正解。2009年から復活。制限時間内に、ショージから素人まで順番にチャレンジして、5人全員正解すればクリアとなるというルールだったが、ショージが苦手としてほとんど他の解答者に回らなかったため、素人からに変更された。パスして別の歌詞に差し替えることも可能。解答権は正解するまで次の人に移らない。クリアすれば賞金ボードを2枚めくることができる。制限時間が残り15秒前になると、音楽が流れると同時に残り秒数をカウントするテロップが表示される。残り秒数が「0」になるとブザーが鳴り、失格となる。パスの制限はないが、以前は1回（寛平のみ苦手なために2回）しか許されなかった。
TOPはNG
1人ずつ口頭で答えていき、2 - 5位の項目を全て当てるクイズ。2009年から復活。ショージから始まり、素人で折り返して都合9回の間に全て当てられればクリアで、賞金ボードを2枚めくることができる。だが、1位の項目を答えてしまうと、解答権が残っていようが、即失敗となる。
（ゲスト名）クイズ
ゲスト解答者やなにをきくねんのゲストなどのエピソードの穴埋めクイズ。まず、エピソード2つが発表され、その後問題のエピソードが発表され、早押しで解答。まず、エピソード2つが発表され、その後問題のエピソードが発表され、早押しで解答。正解すると賞金ボードを2枚めくることができる。エピソード2つを発表後、問題のエピソードを当てるという形式は、2004年 - 2005年ごろに行われた「ハッピーバースディ（人名）さんクイズ」と同じである。
早押しアンケートクイズ
観客50人に対して事前にアンケートを行い、その上位5項目を全て当てるクイズ。
共通点ごっこ
素人がルーレットで止めた3人の解答者の共通点が一致すれば正解。
カラオケクイズ
カラオケのイントロが流れ、分かったら解答者が早押しで歌を歌うクイズ。歌詞を1文字でも間違えたり、歌い出しに入って誰も歌わない場合は不正解となる。全部で5問出題され、3問正解でクリアとなる。現在行われている「歌詞を見て歌いましょう」と同じく、寛平は大変このクイズが苦手である。
タイマンアタック（チーム対抗形式のみ）
リーダーに指名された解答者が前に出て戦う、1対1の早押しクイズ。3問出題され、勝利した分だけパネルをめくることができる。正解が出るまで解答を続ける。このクイズでは、不正解時のブザーは鳴らさない。
コンビネーションヒント
対抗戦の場合は、1チームずつ挑戦。ルーレットで止まった2組が、それぞれ出題側と解答側に分かれ、出題側が出したヒントを基に解答側が答える。制限時間60秒で、対抗戦の場合は1問正解につき10ポイント。予め抽選によって問題のテーマが決められており、それに沿ってヒントを出していく。例えば「テーマ：英単語」の場合は、出題側が英単語を読み上げ、解答側はその英単語の意味を答える。
ガチンコ全員早押しクイズ!（チーム対抗形式のみ）
必ず4問目となっている。8席全員参加の早押しクイズ。1問正解につき10ポイント。一度目のチャイムが鳴ると、そこから1 - 2問は「イントロクイズ」（イントロを聴いて曲名を当てる）になる。二度目のチャイムは、問題がラスト3問になった合図。ラスト3問は、1問正解につき20ポイント獲得になる。問題出題のナレーションは、上田崇順アナウンサーが担当（ただし、大八木友之や大月勇など、他のアナウンサーが担当する場合もある）。
この他にもジェスチャークイズ、誕生日クイズなど週代わりでさまざまなクイズが登場している。
ポーカーチャンス
最終問題。それまでに賞金の獲得がない場合は、省略される（現在も同様）。毎回ある設問に対する解答を行い、ポーカーの要領で賞金が割増される。全員一致だと3倍となる。
| ノーペア       | 賞金1ランクダウン |
| ワンペア       | 2割アップ         |
| ツーペア       | 4割アップ         |
| スリーカード   | 4割アップ         |
| フルハウス     | 8割アップ         |
| フォーカード   | 賞金2倍           |
| ファイブカード | 賞金3倍           |
賞金1万円でノーペアが出た場合は賞金は0。4問目で終了となる週は第4問にポーカーチャンスが行われる。
ポーカーチャンスでは、ショージが解答でボケるのがお約束で、番組視聴者だった京唄子からショージが怒られているとネタにしていた。
バラバラ5
2005年7月25日放送分のみ出題。答えが5つある問題を出題。5組の解答者が1つずつ答えて、解答が被らなければ賞金がアップする。
| 5種類 | 3倍           |
| 4種類 | 2倍           |
| 3種類 | 8割増         |
| 2種類 | 4割増         |
| 1種類 | 1ランクダウン |
みんなで合わせろ!賞金倍増チャンス
最終問題。それまでに賞金の獲得がない場合は、省略される。毎回ある設問に対する解答を行い、司会者席にいる素人と答えが一致した人数に応じて獲得できる賞金が決定される（運が本当に良ければ30万円以上獲得できる可能性もある）。素人ペアの的中率が高く、素人ペアの解答発表の際にさんまがそのことに触れることがある。ただし、全く違う答えを書いており、それに触れたことがネタ振りになっている場合もある。過去に行われたポーカーチャンス同様、ショージが空気を読まず敢えて解答を外すことが多いため、たまに答えが一致した場合さんまから珍しがられることがある。
| 的中人数 | 0人  | 1人       | 2人       | 3人       | 4人 | 5人 |
| -------- | ---- | --------- | --------- | --------- | --- | --- |
| 賞金     | 半額 | 2割アップ | 4割アップ | 8割アップ | 2倍 | 3倍 |

（ゲスト名）に合わせろ!賞金倍々チャンス（特番限定ルール）
みんなで合わせろ!賞金倍増チャンスと同じルールだが、スペシャルゲストと解答者の答えが一致すると賞金が2倍に、外れてしまうと賞金が半額になっていく。全員一致で賞金が128倍(6人制は64倍)になり、1,000万円を超えてしまう場合がある。しかし、ショージが解答を外す上に、過半数以上の人数が一致しないと賞金がアップしないため、賞金倍増チャンスより難易度が高い。
6人制
| 的中人数 | 0人  | 1人  | 2人 | 3人      | 4人 | 5人  | 6人  |
| -------- | ---- | ---- | --- | -------- | --- | ---- | ---- |
| 賞金     | 1/64 | 1/16 | 1/4 | 増減なし | 4倍 | 16倍 | 64倍 |

7人制
| 的中人数 | 0人   | 1人  | 2人 | 3人 | 4人 | 5人 | 6人  | 7人   |
| -------- | ----- | ---- | --- | --- | --- | --- | ---- | ----- |
| 賞金     | 1/128 | 1/32 | 1/8 | 1/2 | 2倍 | 8倍 | 32倍 | 128倍 |

ボーナスチャンス!爆笑問題に合わせろ
2010年8月30日の生放送の第4問目で出題。スペシャルゲスト爆笑問題のどちらかと一致すれば人数に応じて賞金ボードをめくることができる。ただし、さんまが太田光の解答を見てこれは当たらないと判断したため、急遽太田と一致した場合のみ一人につき2枚めくることができるというルールに変更された。

### エンディング
2009年以降はエンディングコーナーを廃止しており、クイズの後、すぐにエンディングで番組終了となる。

#### 過去のエンディングコーナー
ビンタをくらってハワイに行こう!大阪名物回転パチパチパンチ+おまえ（おまえら）は屁じゃ（1990年10月29日 - 1998年3月23日）
観客50人が顎置きに顎を置いて円状に並び、中心に当選者を指す手のひらと後ろにお尻が付いた自転車があり、レギュラー出演者が何らかのコスプレ（被り物）をして毎回持ち回りで自転車の漕ぎ手を務める。さんまの笛の合図で漕ぎ手がペダルを漕いで回転がスタート、そしてもう1回笛を吹いて漕ぎ手が漕ぐのを止めてスピードダウン、回転が止まった時に手のひらに挟まった観客がハワイ旅行獲得（観客2人に手のひらが掛かっているなど判定しづらい微妙な場合、スタッフやアシスタントの判断で手のひらを当選者の顔に合わせる）。また毎回手のひらの反対側にいる数人が「お前は屁じゃ」の合図でお尻から煙が出て白粉（龍角散）をかぶる。その後「おまえらは屁ぇじゃ」と改められ、手のひらでとまった観客にはプラスチック製の「屁バリア」が被せられ、それ以外の観客全員がミニタコから粉を浴びる方法になった。なおこの時期に試験的に数回だけであったが、手のひらの両端5名ずつほどが白粉ではなく茶粉（きな粉）をかぶり、番組特製の記念品がもらえたことがあった。ハワイ旅行を獲得した観客の中には、隣に座っていた友人のアシストによって旅行を獲得した者もいた。その観客は後日、『クイズ悪魔のささやき』に出場し、自分の為に粉まみれの犠牲を被ってくれた友人の分の旅行代金獲得に挑んだが、失敗に終わる。
ビンタをくらってハワイに行こう!新・大阪名物おしりペンペン君だけにかんちょう鶴（1998年4月6日）
ビンタをくらってハワイに行こう!新・大阪名物ドリームカム鶴（ツル〜）＋4,5人だけワァオワァオ!（1998年4月20日 - 2003年3月17日）
回転パチパチパンチの発展的継承。自転車は鶴に見立てられており、その鶴の両手部分に挟まった客1名にハワイ旅行が当たる（この時に小さなくす玉が割れて「ハワイ旅行プレゼント」と書かれた垂れ幕が出た）。逆に両手の後ろにある白い風船3つのゾーンに当たった場合はさんまとアシスタントの「4、5人だけ、ワァオワァオ!」コール後で風船が割られ、粉が4,5人に散る。さんまと武川アナ（大桃）になるべく粉にかからないように風船ゾーンは逆、もしくはそこから離れた場所に止まることが多い。なお、両コーナーのコスプレキャラは、その漕ぎ手を務める出演者のクイズの珍回答から決まる事が多かった。2000年7月からテーマ曲が変更。BGMはネッケの「クシコスポスト」のアレンジ版をコナミの『実況おしゃべりパロディウス』（ステージ2・学校）から使用されていた。
なんやホレホレそこにホレ!お土産ゲッチュー外しちゃいや〜ん（2003年4月7日 - 2005年8月22日）
フリースローに成功すると、会場の客にボールペン2本がプレゼントされる。毎週投げ手は週代わり不定期（持ち回り）で、特に寛平（成功率は低い）かショージが投げることが多い。
サイコロバリバリチャンス（2005年8月29日のみ）
クイズコーナーに出演した素人ペアが（クイズの賞金とは別に）バリ島旅行をかけたサイコロに挑戦する。毎回素人ペア（どちらか1名）とダイスマン（レギュラー出演者持ち回り）がそれぞれ1回ずつサイコロを振り、その出目の合計で、バリ島獲得者が決まる。合計の出目が7以上だと素人ペアが、6以下の場合は当日スタジオ見学に来た観客の中から抽選で1人を選んでバリ島を獲得できる。
ジャンジャンバリバリ1000玉王（2005年9月5日 - 2008年3月）
すくい手（レギュラー出演者がコスプレで登場。内容は先週のパァペアでの珍解答を元にしたものが多い。）がパチンコ玉を2回すくって集計機に入れる。合計が1,000玉になるようにするというゲーム。当初は、1,000玉丁度でレギュラー出演者、999玉以下だとクイズ出場の素人ペア、1001玉以上ならスタジオ見学者から抽選で1人にそれぞれバリ島がプレゼントされたが、2005年10月3日の放映分はそのコーナーの収録は行われ、すくい手の仮装も放映されたものの、直前の10月1日にバリ島で起きた爆破テロ事件の被害を考慮し、ゲーム部分は急遽カットされ、その部分は当日のゲストである松本莉緒・国生さゆり（ドラマ30「デザイナー」番宣のための出演）のトークを穴埋めとして放送した。また、それ以降は同年10月10日、10月17日のゲーム結果もカットされた。2005年10月24日からルール変更。999玉・1,000玉・1,001玉（つまり±1）なら客席に旅行券5万円分がプレゼントされる。これと同時期に、パチンコ玉を入れる容器が小さいものに変更されている。2006年8月の1か月間は「サマーバーゲン」として、990玉 - 1010玉（つまり±10）なら客席に旅行券5万円分がプレゼントされ、失敗しても明石家電視台特製ボールペンがプレゼントされる特別ルールとなっていた。2006年11月6日放送で、小野陶子アナが番組を卒業するということで、これも990玉 - 1010玉（つまり±10）なら客席に旅行券5万円分がプレゼントされる特別ルールを実施、小野陶子アナ自らすくい手をし、2回合計で991玉となり、客席に旅行券5万円分がプレゼントされた。
選べるトラベル ルンルンルーレットチャンス（2008年4月 - 2008年9月）
クイズコーナーがリニューアルしたことに伴い登場。ディーラー（レギュラー出演者がコスプレで登場）がルーレットに玉を投げ入れ、玉が入った穴の賞品を、クイズ勝利チームの素人ペアが獲得。賞品は沖縄旅行（初期は旅行券10万円）、抱きまくら、USJスタジオ入場パス、アクセサリー、グレープフルーツ1箱等。賞品を何も貰えない「ハズレ」も含まれている。ただし、ハズレは沖縄旅行の両サイド1マスずつのみ。
寬平プレゼンツ ルンルンルーレットチャンス（2008年10月 - 2008年12月）
間寛平が世界一周にチャレンジすることを記念し、過去のかぶりものを着た寬平がディーラーとして登場。先のクイズコーナーで獲得した賞金の多いチームのペアが、ピンクとブルーのどちらかに賭け、少ないチームはその反対側に賭ける。賭けたエリアにボールが入ったチームが賞金を獲得できる。ただしハズレも存在し、その場合はどちらも賞金を獲得できずその代わりにネズミ抱き枕が獲得できる。

### その他のコーナー
いずれも、豊崎がアシスタントを務めていた時期のスタジオ収録企画。アシスタント最終盤の2018年からは、「実際どうなん!?」に事実上集約している。
こぼしちゃってもかまへんで～　なにわのグッチコーナー
さんまや明石家メンバーが、スタジオに招いたゲストや、スタジオ観覧者の愚痴を聞きながらトークを展開するコーナー。柏木宏之アナウンサーがナレーション、アシスタントの豊崎が「こぼしちゃってもかまへんで」というタイトルコールを担当する。観覧者は、収録前に自身の愚痴をメモを記してから、番組スタッフへ提出。さんまのイラストを描いた等身大の箱（通称「グチ吐きマシーン」）にメモを入れたうえで、豊崎が「マシーン」からメモを取り出すことによって、さんまが該当する観覧者を指名するようになっていた。このプロセスを経て愚痴が採用された観覧者には、さんまと豊崎の合議によって、番組グッズを進呈した。
なにわ・さんま・クリエーション（NSC）
タイトル名は吉本総合芸能学院（NSC）のパロディで、放送上は、「なにわのグッチコーナー」を編成する回の後半に編成。ゲストである後輩芸人の方向性・お笑いについて明石家メンバーと相談したうえで、「校長」に扮したさんまが、今後の進路に関するキーワードを手書きのフリップで提示した。アシスタントの豊崎は、当企画のみ伊達眼鏡を掛けながら、「教育実習生」という肩書で進行していた。
明石家クイズ ゲット・ザ・いいね!
後述する従来の明石家クイズと同様の問題に正解するか、正解以外の答えでも、「ナイスな答え」としてさんまから「いいね」を貰えれば1ポイント。合計ポイントによって、スタジオ観覧者から抽選で1人に、「いい～」と銘打ったプレゼントを進呈した。プレゼントについては、0ポイントを起点に、一定のポイント単位 で5つのランク（「いい根」「いい水」「いい米」「いい肉」「いい湯」）を設定。ポイントの総数が最高ランクの「いい湯」を獲得する条件 に達した場合には、有馬温泉の旅館ペア宿泊券を進呈する。スタジオセットには5枠分の解答者席を設けるとともに、1枠のショージ、3枠の寛平を固定。ゲストがクイズに参加する場合には、男性ゲストを2枠、女性ゲストを4枠、芸人を5枠に入れる関係で明石家メンバーの枠を変えていた。
明石家風知恵袋
明石家メンバーやさんまに関わる人々（芸能人、アナウンサー、スタッフなど）による質問（さんまに対して気になること）を、明石家メンバーやアシスタントの豊崎が、控室でさんまに投げ掛けるコーナー。タイトル名はYahoo!知恵袋のパロディで、視聴者からの質問も公式サイトで募集していた。
さんまさんとお近づきになりた～い!
さんまとの接点がない（または薄い）複数の著名人がゲストで出演。さんまとの関わりを深めるべく、インパクトの強いエピソードや特技などを、さんまや明石家メンバーの前で披露した。「MBSアナウンサー（大集合）スペシャル」も、2016年までは、この企画の一環として放送されていた。
以上の企画はいずれも、2016年9月のリニューアルまで週替わりで放送。
明石家あかん?かまへん?NEWS
政治から芸能までにわたる直近1ヶ月間のニュースを題材に、そのニュースにまつわる問題（「夫の不倫について妻が謝罪する」「子どもにスマートフォンを持たせる」など）について、さんまと50人のスタジオ観覧者を中心に「あかん（"No"という意味の関西弁）」か「かまへん（"Yes"という意味の関西弁）」を判断する企画。2016年10月10日から2017年3月7日まで、月に1回のペースで放送されていた。
スタジオ観覧者が赤色のボード（Yes）か青色のボード（No）を掲げることで自身の見解を示したり、「特集コーナー」という名目で、「寛平&ショージの行列グルメ 並んできましてん!」（寬平とショージがリポーターとして「行列の出来る人気店」を取材するロケ企画） を後半に編成したりすることが特徴。当企画を始める前にも、芸能スキャンダルから時事問題までの幅広い話題をさんまに語らせるワイドショー風の企画を、「明石家ワイドショー」「明石家24」とのタイトルで放送したことがある。
企画名に「NEWS」を冠している関係で、この企画を放送する場合には、さんまに「キャスター」という肩書が付く。また、宇治原史規（ロザン）が「サブキャスター」として特別に参加するほか、菅広文（ロザン）、玉井詩織（ももいろクローバーZ）、ミッツ・マングローブ、長谷川まさ子など、複数の著名人・文化人・芸能リポーターがパネラーとして出演。豊崎は、スタジオパートの進行と、「寛平&ショージの行列グルメ」のVTRナレーションに専念した。なお、寬平とショージは、「行列グルメ」のパートにのみリポーターとしてスタジオへ登場していた。
張本人登場!この記事自分で説明させて!!
2016年10月24日から放送。収録日の数ヶ月前に報じられた芸能ニュースやB級ニュースの張本人をスタジオに招いたうえで、さんまや明石家メンバーを前に、ニュースの真相や裏話を披露させる。発端になった記事の紹介を豊崎、進行を雨上がり決死隊の蛍原（または中川家礼二）と豊崎が担当。「張本人が記事の真相を説明する」というコンセプトで構成しているため、芸能人・著名人以外の人物が「張本人」として登場することもある。
2017年2月20日の当企画では、元プロボクサーで世界3階級制覇王者だった長谷川穂積が、妻と共に「張本人」としてスタジオに出演。前年末に長谷川が現役を引退してから初めて、バラエティ番組での夫婦共演が実現した。その一方で、以下のように、レギュラー出演者の一部が「張本人」として自身に関するニュースの真相や裏話を「説明」することもある。
- 2017年5月22日放送分の当企画は、寬平が別の仕事での転落事故による骨折で入院中の同月8日に収録されたため、寬平が入院先からの録画中継で登場。実際の放送では、その模様が冒頭に組み込まれた。さらに、この収録の1週間後（5月14日）にさんまが寬平を見舞ったこと[33] から、放送上は翌15日に寬平不在で収録した「楽屋トーク」の模様を中継の後に挿入した。
- 豊崎が2歳年上の毎日放送局員との結婚を発表した2017年7月3日には、当企画の収録日でもあったことから、豊崎自身が「張本人」として結婚に至るまでの経緯を明石家ファミリーに「説明」。その模様が、同月31日放送分の冒頭に組み込まれた。豊崎の「説明」によれば、当番組のアシスタントに起用された2014年から局内で交際を続けていた一方で、この収録へ居合わせたさんま以外の明石家ファミリー（寬平・ショージ・雨上がり決死隊・重盛）には交際や結婚を事前に一切明かしていなかったという。

当コーナー開始前の2016年7月4日には「明石家さんま 生誕61周年 緊急記者会見」、同月11日・8月1日には、「どこまで聞くねん!明石家記者会見」という企画を放送。さんまや直近にスキャンダルが報じられた芸人（7月11日放送分：アンジャッシュ、8月1日放送分：サバンナ）に対して、（現役の芸能リポーターかリポーターに扮した芸人1人を含む）50人のスタジオ観覧者が、メモを見ながら記者会見風に次々と際どい質問を浴びせ掛けていた。当企画では、このような趣向を取らず、明石家メンバーと「張本人」による質疑応答に終始している。
関西人ホンマのホンネランキング
MBSの放送対象地域である関西地方の在住者（関西人）への街頭インタビューに基づくランキングクイズ企画で、2017年4月17日から放送を開始。テーマや回答の対象者（「デート中のカップル」「おじいちゃん」「おばあちゃん」など）を共通させた街頭インタビューで多かった回答をまとめたベスト5形式のランキングのうち、ただ1つ伏せられた順位の回答を、明石家メンバーやスタジオゲストに予想させていた。
1回の放送につき、上記のクイズを4問程度出題。伏せられる順位は、クイズごとに異なっていた。また、予想が的中した場合には、スタジオ観覧者に賞金を進呈した。
アシスタントの豊崎が、クイズの出題と進行を担当。出題の後に、豊崎以外の出演者からの予想をさんまが1つの回答にまとめたうえで、正解のVTRを流す。当初は、全問ノーヒントで出題していた。2017年秋頃からは、さんまからのリクエストに応じて、豊崎が「特別ヒント」（回答から連想するイメージ）を披露することがあ
った。
ちなみに、2017年の初頭には、上記の企画と同じ趣旨で「なにわイメージランキング　おれなんい?」（明石家メンバーや東京を中心に活動するスタジオゲストの関西地方におけるイメージ調査に基づくランキングクイズ） を数回放送。『痛快!明石家電視台スペシャル　実際どうなん!?　大阪のテレビ』では、東京と大阪の視聴者の意識の違いを比較する企画として、「イメージランキング」を組み込んでいた。
さんまちゃん ショージくんの自分ら仲ええなあ
さんまとショージが当番組の収録中に、関西地方と縁の深い共演者からしばしば「仲ええなあ」（「仲が良いなぁ」という意味の関西弁）とツッコミを入れられることに由来した企画で、2017年12月4日から放送を開始。毎回2組の芸能人が、著名人以外の親友をスタジオに招きながら、仲の良さや親しくなったきっかけなどを語り合った。
さんまとショージが、お互いに学ラン姿で収録へ臨むことが特徴。第1回では、ゲストのハイヒール・モモコに加えて、明石家メンバーの重盛も学生時代からの親友を紹介した。
ちなみに、2016年9月のリニューアルまでは、同種の企画として「明石家友の会」を放送。さんまと関わりのある師匠・先輩・後輩タレントをゲストに迎えたうえで、さんまの過去をテーマに、明石家メンバーとトークを展開していた。
ファンが熱弁!私にとっては大スター
ある著名人（ゲスト）と「ゲストの熱烈なファン」を自認する視聴者（ファン代表）数名を揃ってスタジオに迎えたうえで、熱烈なファンだからこそ知るゲストのエピソードを披露する企画。キャイ～ンとファン代表が出演した2018年4月16日放送分から、定期的に実施されていた。ゲストによっては、「実際どうなん!?」とのコラボレーション企画として放送されることがあった。

### 明石家定食
クイズコーナーでは、番組レギュラー陣のいわゆる「お約束」のセリフ・やりとりがあちこちに存在する。2008年の途中からこれを『（明石家）定食』と呼ぶようになった。
『定食』という呼称が使われ始めたのは、2008年に当時の明石家ファミリー全員と松本麻衣子（当時のアシスタント）が参加した沖縄ロケで、中川家の礼二が「特定のパターンのギャグを毎日一生懸命作っている」というニュアンスで他のファミリーを「定食屋」と呼んでいたことがきっかけとされている。このロケを境に、明石家ファミリーへ新たに加わった出演者（アキナやアインシュタインなど）にも、出演期間中にオリジナルの『定食』を少なくとも1個作らせることが暗黙のルールと化している。
当番組に限らず、さんまが司会を務めるレギュラー番組では、他のレギュラー陣のコンビネーションから数多くのギャグやパターンが生まれている。そのため、以下に挙げる『定食』は、当番組における代表例に過ぎない。また、『定食』に該当するギャグの一部は、レギュラー企画のサブタイトルにも組み込まれている。
間寛平
オープニングの『早押し展覧会クイズ』では、必ず寛平が一番初めにボタンを押し、ボケ解答を3個言うことが暗黙のルールとなっている。しかし、ボケはウケないことが多く、さんまから「早よ!ジャマくさい!」などとせかされ、後輩のさんまから説教されてしまう。さんまがボケを褒めると調子に乗って4回目を押すことがあり、「何で押しはんのん?」と責められることがある。ボケの調子が悪いと、さんまに回数をごまかされることがある（2回目なのに3回目と言われたり、3回目なのに1回目と言われる）など、さんまが寛平の回答をなかったことにする編集点を作ろうとするフリを行う。
村上ショージ
解答者紹介のときには、必ず「ドゥーン!」か「しょうゆうこと」をする。明石家クイズ女学院時代からは、クイズの途中で「ピロロロロン」という効果音が鳴ると、「誰か来た!」と言い、さんまが「ごめんね〜。今本番中やねん!!」と言う。
最終問題のポーカーチャンスでは毎回、的のずれたボケ解答で笑いを誘い、京唄子が「（賞金が掛かっている）素人出場者が可哀想」と憤慨したことでも知られる。
松尾伴内
アシスタントからゲスト紹介されると「ん出たっ!!」と答える。毎回明らかに女性モノの衣服を着てくるので、さんまに失笑されて「今日こそ女モノやろ?」と聞かれると「男女兼用でございます」、「高かったんでしょ?」と聞かれると「お求めやすいお値段で」、「その服何色?」と聞かれると「ピンピンピンクです。（ピンク色系統の服を着ているとき）」「ブルースカイブルー!!!（青色系統の服を着ているとき。最後の「ブルー」には特に力が込められる）」などと答える。買った具体的な店名を聞かれても「ファッションハウス」「マジックショップ」「ダンスショップ」などと答えるのみで「ダメです!言えません!かぶるといけませんから!個性が崩れるんですよ」とかたくなに拒む。衣装の種類としては「チュルリラ」、花の刺繍「フンフンフラワー」が有名で、他にも金の点々の刺繍が入った「ゴールドテンテン」、「ア・ボタン」、「ジャンジャンジャケット」、バラのプリントや刺繍「バンバンバラバラ」、「シャランラ」などがある。楽屋トークの時の衣装は普通である。
『アタック7』ではほぼ毎回、3チャンスクイズや10秒クイズ担当になり、問題を読み上げはじめると突拍子もなく「エッ!?エッ!?エッ!?、もう始まってるんですか!?」と絶叫。大げさな仕草で耳を傾ける。その後、横からショージが「聞こえてるやろ!」と注意し、ときおりフリップで頭を叩かれる。解答した際にさんまがリアクションを示す前に「エッ!?」とオーバーリアクションをする。武田鉄矢のモノマネで海援隊の「あんたが大将」をさんまと共に歌う。また、さんまが「1つのみかんが」と言うと「腐ってしまうとみんなが腐ってしまう」というモノマネもある。また、回答するときに、同じ答えを何度もイントネーションを変えて発言し、さんまに指摘された後で「えっ?違うの?」とボケるのもお約束である。
雨上がり決死隊
レギュラー陣紹介の際に宮迫は必ず「雨上がり決死隊の……宮迫です!」とお決まりのフリをする。宮迫はこのフリは東京発の全国ネット番組以外では披露しないようにしていたが、さんまに怒られたことで、ローカル番組としては唯一「宮迫です!」を披露するようになった。
『早押し展覧会クイズ』では蛍原が、イラストに関係なく自分の体験談を話す。『アタック7』で番号を選ぶ際、宮迫が低い声で「〇番が大好物です」などと指名する。
くりぃむしちゅー
レギュラー陣紹介の際に有田は「出てこいやー!（高田延彦）」などプロレスラーのモノマネをする。『早押しイラスト大辞典』で解答する際、必ず有田の「エーあのー」から始まる長い寸劇が入る。そして、お題の頭文字の単語に辿り着いた時にようやく「あ、○○!!」と答える。だが、たまに寸劇の途中でお題の頭文字を言ってしまい、周りからツッコまれるときがある。
『アタック7』では、上田が芸能界のうんちく王であることもあって難しい問題が出題される。クイズに答える際、有田が「これは上田が知ってるから」と3つ程度のボケ解答をし、その横で上田は「いや、これはホント知らないな…」と言うが、最後にはバシッとカメラ目線で答えを決める。有田が正解に近いボケ解答を出したときはそのまま有田に答えさせることもある。番号を選ぶ際、有田が「2番とか、目のあたりいっといたほうがいいんじゃないかな…」と迷っていたり、「お前最近調子に乗ってんじゃねぇのか?今回は俺が選ぶからな。2番いくぞ、オラ」と脅したりしていると、上田が「1番!」と有田の意見を無視して番号を即決。すると有田は満面の笑みを浮かべて「あ、そうだね」と引き下がる。そのたびに毎回、ショージから「仲ええなぁ〜!!」と賞賛を浴びる。
中川家
礼二は毎回、さんまに「岩本さん!」と振られると、東大阪市でねじ工場の社長をしている設定のおじさん「東大阪の岩本さん」を演じる。また、さんまから中国人、阪神の応援団、車掌と言われると各そのモノマネで演じることもある。中国人など、外国人の喋り真似をする礼二が、剛に耳打ちしてそれを剛が通訳してさんまに伝えるが、礼二の長いデタラメ会話を翻訳すると極端に短くなるので、さんまが「寸法あわんやないか!」とツッコむ。しかし、手厳しいさんまは、通訳した内容が中途半端に長かった場合、剛に対して「もっと短い言葉を言え」とダメだしをすることもある。
2010年9月27日放送の『SMAP×SMAP』BISTRO SMAPのコーナーにさんまがゲストで出演した際に、「SMAPに明石家定食をふるまう」との触れ込みでショージ・伴内と共に出演し、「岩本さんの奥さん」のキャラで、帰ろうとする人に対し「イチゴあんのに」と残念がるというギャグを披露した。
重盛さと美
明石家ファミリー入り前からの特技である象の鳴きマネや、ファミリー入りに伴ってショージが考案したギャグ（「しげもりもりもりてんこもり、ワォ!」「重盛、ヤモリ、は虫類、ワォ!」）を、クイズコーナーの自己紹介などで披露。
毎日放送における月曜深夜放送分の最終回（2022年9月19日）では、放送枠を土曜日の午後へ移す「引っ越し」を前に、およそ100個にわたる『明石家定食』から代表的なギャグを改めて振り返る特別企画を放送。『明石家定食』という名称が初めて付いた2008年の沖縄ロケ以前にも、伴内と中川家礼二が『定食』に相当するギャグやフレーズを頻繁に披露していた歴史を踏まえて、『定食』が生まれた時期から2007年以前を「紀元前」・2008年以降を「紀元後」と定義していた。その一方で、一部の『定食』（総計6個）については、「荷物整理」（明石家ファミリー内での話し合い）の末に「引っ越し先へ持って行かない」（同年10月以降の土曜放送向けの収録で披露しない）ことが決まった。

## 特別番組
痛快!明石家電視台 ナンナン生放送2時間スペシャル
2010年8月30日23:50 - 翌1:50放送。
毎日放送開局60周年記念として2時間番組で生放送された。
さんまとショージは放送直前まで同じ局内にスタジオがあるMBSラジオの『MBSヤングタウン』に生出演しており、雨上がり決死隊らもコーナーゲストとして出演していた。『ヤングタウン』放送終了直前と『明石家電視台』放送開始時間が重なっているため、冒頭にはさんまがスタジオを移動する場面が放送された。
「なにをきくねん」のゲストは爆笑問題。しかし爆笑問題は出演時間が限られており、『クイズ雑学王』放送開始時間の24:29（関西地方では1時間15分遅れでネットしている）までの出演で、時間になると話の途中にも関わらずBGMが流れさんまの紹介と共にCMに移行。その後『クイズ雑学王』の放送が終了し、クイズコーナーに再登場した。

## スタッフ
2024年11月16日現在
- 企画：杉本高文
- 制作統括：増谷勝己（MBS、2018年5月14日 - 、演出→初代P→CP→編成→監修→2016年10月3日 - 2018年5月7日までは再びCP）
- ゼネラルプロデューサー：新堂裕彦（MBS、2013年6月17日 - 2016年9月12日まではプロデューサー、以前はディレクター→監修を担当していた）
- 構成：かわら長介、八木晴彦、武輪真人、森、ハスミマサオ
- リサーチ：米原昌宏、北川晃嗣、斉藤貴宏、村川(上)千晶（村川→以前は週替り）
- TM（テクニカルマネージャー）：竹本友亮（MBS、以前はTD・SW・CAMを担当していた、一時離脱→復帰）
- TD（テクニカルディレクター(技術)）/MA：田中聖二（MBS、以前はTD・MIXを担当していた）【週替り、回によって異なる】
- TD/LD：香川大輔（MBS）【週替り、回によって異なる】
- SW（スイッチャー）：川地諒祐、喜多良平（MBS、以前はTMを担当していた、一時離脱→復帰）【週替り】
- SW/CAM：桜井康行（MBS）【週替り、回によって異なる】
- LD（ライティングディレクター(照明)）：平林美穂【週替り】
- VE（ビデオエンジニア）：奥川遼、竹川寿、橋本昭男（関西東通）【週替り】
- CAM（カメラマン）：袖垣竜也（よしもとブロードエンタテインメント）【週替り】
- MIX（ミキサー）：常岡千波【週替り】
- MIX/MA：外島真由美（SAプロ、以前はAUDを担当していた）【週替り、回によって異なる】
- S・MIX：宮田史子、石田良馬【週替り】
- PA：東光信（以前はAUDを担当していた）、湊剛一【週替り】
- MA（マルチオーディオ編集）：田中徳朗、新田陽子（以前はSEを担当していた、一時離脱→復帰）、海老里美、小島夕輝【週替り】
- SE（サウンドエフェクター(音効)）：山本大輔、赤岩桃奈
- EED（VTR編集）：北村真智子・岸本元博・村井充・川上忠士（MBS）、吉見直樹、笠井拓郎、森本拓也、徳川裕城（北村・岸本・笠井・村井・川上→一時離脱►復帰）【週替り】
- 美術：中西勇二（MBS）
- 美術進行：荒井春佳
- イラスト：エイイチ【毎週】、グレートインターナショナル、藤乃花、榎本よしたか、川崎悟司、ハピネス☆ヒジオカ【週替り】
- タイトル：廣瀬康次郎（廣瀬→一時離脱►復帰）、四方由季、由本真穂【毎週】、玉川愛美、佐藤彩子【週替り】
- CG：紀野伸子（一時離脱►復帰）、田中裕司【週替り】
- デスク：西城栄里（MBS）、盛田こずえ（MBS、2023年12月9日-）
- 編成：赤岩海（MBS、2023年9月9日-2024年7月27日・11月頃-）
- PR：大澤久美（MBS、以前は広報を担当していた）
- 協力：武心堂、FREE、BUSY BEE、自由本舗、東通企画、東通Infinity、デラックスキッズ、よしもとブロードエンタテインメント、MBS企画（MBS企画→えむき）、クリーク・アンド・リバー社、関西東通（旧大阪東通→東通大阪支社）、放送映画、SAプロ、音選屋、高津商会、新光企画、gleam、堺かつら、すくらんぶる、ステッププラン、アーチェリー・プロ、ビデオユニテ【毎週】、タイトルラボ【週替り】（東通企画・デラックス・ラボ・ビデオ→一時離脱）
- AD：山本真菜、寺口深麗、松井健介、根津名々星
- ディレクター：山下聡（BUSY BEE、一時離脱→復帰）【週替り】、石原直行（FREE）、稲葉知周（MBS企画）、太田隼人（FREE）、岩下岳周（MBS）、古我修佑（以前はAD）【毎週】
- AP（アシスタントプロデューサー）：谷口美希子（MBS企画、2023年7月29日-）、金谷咲希（2024年11月頃-）
- 演出：竹内成修（MBS、2024年7月27日-、以前はディレクター→一時離脱）
- プロデューサー：中村武史（MBS、2023年7月29日-、2021年4月-2023年7月22日まで演出）、西本武（ブーム所属、初代ディレクターを担当していた）
- 制作協力：吉本興業
- 製作著作：MBS(2011年8月迄は毎日放送表記)

### 過去のスタッフ
- 構成：大岩賞介、倉本美津留、吉村智樹、たちばなひとなり、中尾武文、小林仁（小林→一時離脱）
- TD（テクニカルディレクター(技術)）：福本雅一（MBS）、関照男（MBS）
- TD・SW：室谷佳宏（MBS）
- SW（スイッチャー）：吉元伸和（BMP）
- VE（ビデオエンジニア）：坂田進恒（MBS）、梅田喜信、森岡裕司、門垣一敏、小川義範（坂田・小川→以前はTDを担当していた）、箕輪憲二、岩本和也（MBS）、三木典人、大橋慎哉、徳永善行、立石征治、浜端俊介（関西東通）、鈴木哲也（MBS）、京極範彦、中尾元泰（MBS）、大山浩明、川崎裕貴
- CAM（カメラマン）：青木茂、吉村康浩、吉田恭一（MBS、以前はTD/EEDを担当していた）、片山友文、大川宏明、齋藤浩史、吉田佳樹、田中宏国（田中→関西東通）、桂将太、上田一路（MBS、以前はTD・CAM、SWを担当していた）
- LD（ライティングディレクター(照明)）：奥野平八郎、岸本紳、斉藤浩史、辻和三（辻→アーチェリー・プロ）、原孝之、星田裕司、疋田展久、北田研二、亀井純一郎、木村圭祐（亀井→ACP）
- AUD（オーディオ音声）：入交英雄、永松良仁、芳澤勉、杉本誠、中西進二、倉田智
- PA：大北素士
- EED（VTR編集）：大塚直哉、伏見明修、吉田浩二、森上英明、石田良馬、露口三郎（MBS）、野畑智樹（MBS）
- MA（マルチオーディオ編集）：永松良仁、豊島淳
- AUD・MA：加山郁芳
- SE（サウンドエフェクター(音効)）：井戸本貢、前田典哉、岡嶋英希（音選屋）
- 美術：上中普雄、内田公幸
- デザイン：本田葉子、木村真千子
- 美術進行：宮原正能、藤上幸作、中島尚紀
- タイトル：五荘千尋、小谷唯史、松浦次郎、佐々木好一、川原純、齋藤樹合、溝口慎介、森下枝里子、鵜飼あゆみ、長島悠里、浜松芽衣、杉浦菜帆、岡田絢子
- スタイリスト：長谷川敬子、今井聖子
- 編成：川原秋呼（MBS）、佐川昌裕（MBS）、増井一徳（MBS、以前はディレクター→一時離脱）、山内健太郎（MBS、2024年8月17日-10月、以前はディレクター→一時離脱→復帰）
- 広報：渡辺優子（MBS）
- TK（タイムキーパー）：はまだ(たかしま)まなみ、浜川鮎美
- キャラクターデザイン：ステッピンスタジオ
- 協力：おふぃす・まどか、スタッフ21、ギミック、Devotion、ジャパンツアーシステム、Jワークス、クラッチ.（Dクラッチ.）、ダイズ、Trash、東京衣裳、京阪商会、ひろぽんイラスト工房、東通AVセンター、ことのはとえ、ウエスト、トレッドウェイインダストリーズジャパン、dalnaRl、ブリッジ
- AD：尾崎洋仁、林新太郎、眞嶋麻央（dalnaRl）、清貞宏亮、水谷建人、清家まどか
- AP（アシスタントプロデューサー）：松本みゆき（MBS）、伊藤弥生（ダイズ）、中口慶三（MBS企画）
- ディレクター：岩井哲也、三波慎一、林敏博、合田忠弘（MBS）、平岩憲和、小野智也（MBS）、金沢武慶、松本真樹（MBS）、長尾政彦（MBS）、浅田靖、濵本幸治、西川知以、田辺良吉、田中啓太郎、氏家聡志（MBS）、上瀧孝博、槫松佑真（MBS）、竹内誇男（dalnaRl）、中村俊之（dalnaRl）、川西宏幸（MBS、以前はAD→一時離脱）、吉澤順（ブリッジ）、有本洋（MBS企画）
- 演出：中山翔太（MBS、2023年7月29日-2024年7月27日、以前はディレクター→一時離脱）
- 演出・プロデューサー：田中良（MBS、2010年4月から2013年6月10日まではプロデューサーも担当）
- プロデューサー：渡辺高志（MBS）、浜田尊弘（MBS、以前は構成→演出）、森貴洋（MBS、2021年4月 - 2024年4月6日、2016年9月19日 - 2018年5月7日もプロデューサー、2018年5月14日 - 2021年3月までは演出兼務、それ以前はディレクターを担当していた）
- 制作→チーフプロデューサー：渡辺一雄（MBS）、渥美昌泰（MBS）

## ネット局
［字］は、字幕放送実施。
| 放送対象地域 | 放送局                  | 系列    | 放送日時           | 遅れ       | 備考             |
| ------------ | ----------------------- | ------- | ------------------ | ---------- | ---------------- |
| 近畿広域圏   | 毎日放送（MBS）［字］   | TBS系列 | 土曜 15:00 - 16:00 | 制作局     | 制作局           |
| 愛媛県       | あいテレビ（itv）［字］ | TBS系列 | 土曜 15:00 - 16:00 | 遅れネット | [ 注 22 ]        |
| 全国放送     | GAORA                   | CS放送  | 不定期放送         | 遅れネット | リピート放送あり |

### 過去のネット局
※本放送は終了しているものの、不定期で放送したり、スペシャル番組をネットする場合もある。
| 放送対象地域   | 放送局                    | 系列                          | 備考                |
| -------------- | ------------------------- | ----------------------------- | ------------------- |
| 北海道         | 北海道放送（HBC）         | TBS系列                       | [ 注 25 ]           |
| 青森県         | 青森テレビ（ATV）         | TBS系列                       | [ 注 26 ]           |
| 岩手県         | IBC岩手放送（IBC）        | TBS系列                       | [ 注 27 ]           |
| 宮城県         | 東北放送（TBC）           | TBS系列                       | [ 注 28 ]           |
| 山形県         | テレビユー山形（TUY）     | TBS系列                       |                     |
| 福島県         | テレビユー福島（TUF）     | TBS系列                       | [ 注 29 ]           |
| 新潟県         | 新潟放送（BSN）           | TBS系列                       | [ 注 30 ]           |
| 長野県         | 信越放送（SBC）           | TBS系列                       | [ 注 31 ]           |
| 静岡県         | 静岡放送（SBS）           | TBS系列                       | [ 注 32 ] [ 注 33 ] |
| 中京広域圏     | CBCテレビ（CBC）          | TBS系列                       | [ 注 34 ]           |
| 富山県         | チューリップテレビ（TUT） | TBS系列                       |                     |
| 石川県         | 北陸放送（MRO）           | TBS系列                       | [ 注 35 ]           |
| 鳥取県・島根県 | 山陰放送（BSS）           | TBS系列                       | [ 注 36 ]           |
| 岡山県・香川県 | RSK山陽放送（RSK）        | TBS系列                       | [ 注 37 ] [ 注 38 ] |
| 広島県         | 中国放送（RCC）           | TBS系列                       | [ 注 39 ]           |
| 山口県         | テレビ山口（tys）         | TBS系列                       | [ 注 40 ]           |
| 高知県         | テレビ高知（KUTV）        | TBS系列                       | [ 注 41 ]           |
| 福岡県         | RKB毎日放送（RKB）        | TBS系列                       | [ 注 42 ]           |
| 長崎県         | 長崎放送（NBC）           | TBS系列                       |                     |
| 熊本県         | 熊本放送（RKK）           | TBS系列                       |                     |
| 大分県         | 大分放送（OBS）           | TBS系列                       | [ 注 43 ]           |
| 宮崎県         | 宮崎放送（MRT）           | TBS系列                       | [ 注 44 ]           |
| 鹿児島県       | 南日本放送（MBC）         | TBS系列                       | [ 注 45 ]           |
| 沖縄県         | 琉球放送（RBC）           | TBS系列                       |                     |
| 秋田県         | 秋田テレビ（AKT）         | フジテレビ系列                |                     |
| 福井県         | 福井放送（FBC）           | 日本テレビ系列 テレビ朝日系列 | [ 注 46 ]           |

### インターネット配信
最新回配信は毎日放送の放送日基準のため、遅れネット局ではインターネット配信開始が放送より先行する。
| 配信元        | 更新日時          | 配信期間          | 備考                             |
| ------------- | ----------------- | ----------------- | -------------------------------- |
| MBS動画イズム | 土曜 16:00 更新   | 7日               | 毎日放送の最新回分限定で無料配信 |
| TVer          | 土曜 16:00 更新   | 7日               | 毎日放送の最新回分限定で無料配信 |
| MBS動画イズム | 過去分(約2年半分) | 過去分(約2年半分) | 有料見放題配信                   |